# Storia dell'Albania

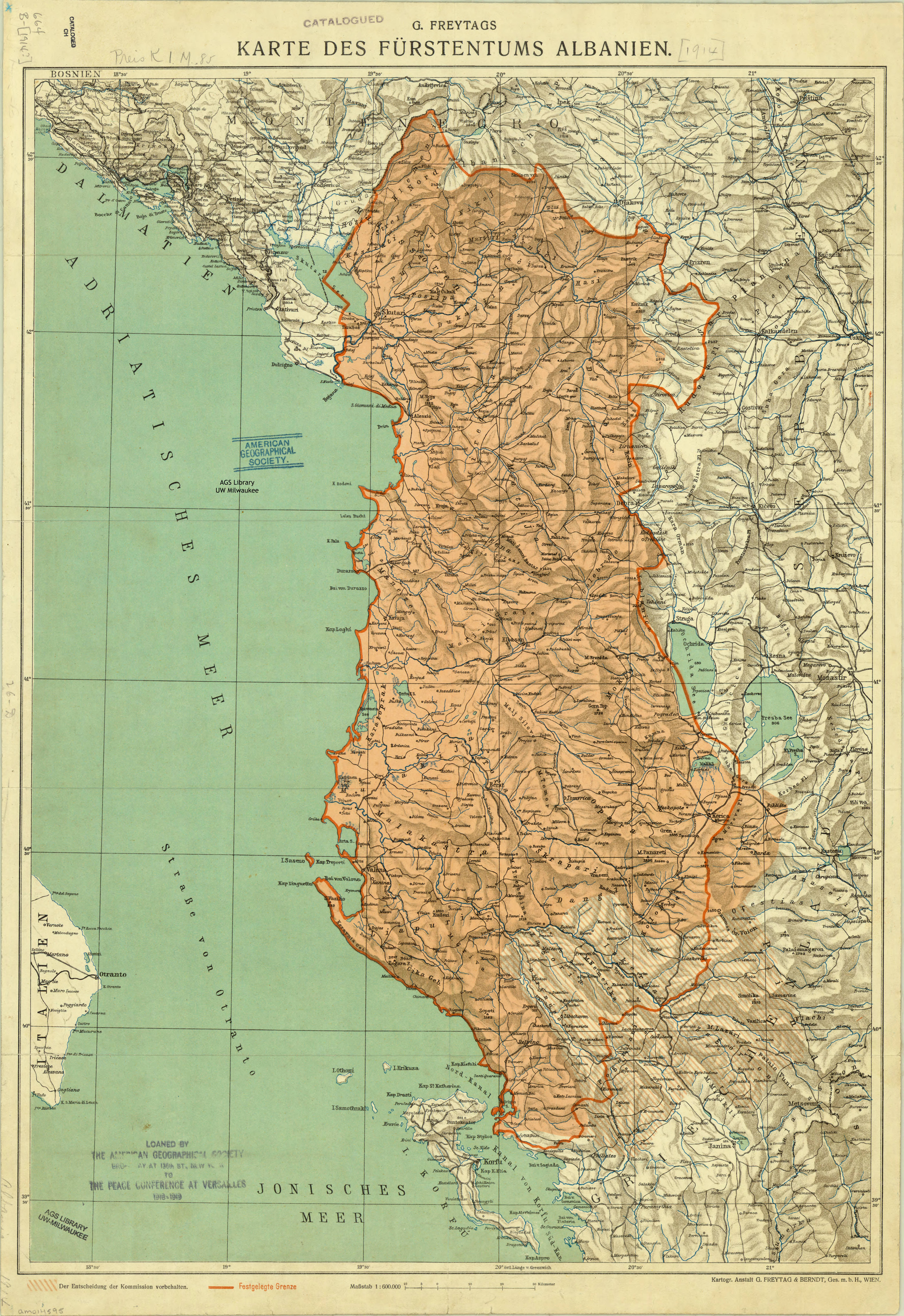
L'Albania in una mappa del 1914

La storia dell'Albania è parte della storia dell'Europa, e si estende dalla preistoria all'età contemporanea. Durante l'antichità classica, l'Albania fu abitata da diverse tribù illiriche come gli Ardiei, gli Albanoi, gli Amantini, gli Enchelei, i Taulanti, i Dardani e molte altre, che si stanziarono tra la costa orientale del Mar Adriatico e la Pannonia. Non mancarono anche tribù di Traci e le molte colonie greche si erano stanziate sulla costa illirica. Nel III secolo a.C. la regione venne annessa a Roma divenendo parte delle provincie romane di Dalmazia, Macedonia e Mesia. In seguito il territorio rimase sotto il controllo dell'impero romano e bizantino fino alle migrazioni degli Slavi del VII secolo. L'Albania venne integrata nell'Impero bulgaro nel IX secolo.
Nel Medioevo si formò il Principato di Arbanon, separatosi da Bisanzio, a cui succedette il Regno d'Albania fondato nel 1272 da Carlo I d'Angiò re di Napoli e inglobato nel Principato di Taranto. Successivamente alcune zone dell'attuale Albania divennero parte della Repubblica veneziana e poi dell'Impero serbo. Tra la metà del XIV e la fine del XV secolo, la maggior parte dei principati che componevano la struttura politica della regione caddero sotto la rapida espansione dell'Impero ottomano. L'Albania rimase sotto il controllo dei turchi ottomani come parte della provincia della Rumelia fino al 1912, seppur con alcune interruzioni nel corso del XVIII e XIX secolo con l'affermazione di signorie locali orientate verso l'autonomia. Nel 1912 una dichiarazione d'indipendenza ne ha sancito l'indipendenza, ma già a partire dalla fine del XIX secolo si era venuta formando una coscienza nazionale.
Dopo la breve parentesi, tra il 1914 e il 1925, dello Stato monarchico noto come Principato d'Albania, venne istituita la prima Repubblica albanese di ancora più breve durata. Nel 1928 essa venne sostituita dal Regno albanese che terminò la propria esperienza con l'occupazione italiana (1939-1943), iniziata poco prima della seconda guerra mondiale. Dopo il crollo delle potenze dell'Asse, l'Albania divenne uno Stato comunista, la Repubblica Popolare Socialista d'Albania, che per la maggior parte della sua esistenza venne governata da Enver Hoxha (morto nel 1985). L'erede politico di Hoxha, Ramiz Alia, assistette la disgregazione dello Stato nel contesto più ampio del crollo del Blocco orientale della fine degli anni 1980.
Il regime comunista crollò definitivamente nel 1990 e l'ex Partito del Lavoro d'Albania venne sconfitto alle elezioni nel marzo 1992, in un contesto di tracollo economico e disordini sociali. La situazione economica instabile portò alla diaspora albanese, che vide molti albanesi emigrare principalmente in Italia, Grecia, Svizzera, Germania e Nord America per tutti gli anni 1990. La crisi raggiunse il culmine nella cosiddetta "anarchia albanese del 1997". Un miglioramento delle condizioni economiche e politiche nei primi anni del XXI secolo consentì all'Albania di diventare membro a pieno titolo della NATO nel 2009. Nello stesso anno ha presentato domanda di adesione all'Unione europea e nel giugno 2014 ha ottenuto lo status di paese candidato all'adesione all'UE.

## Preistoria

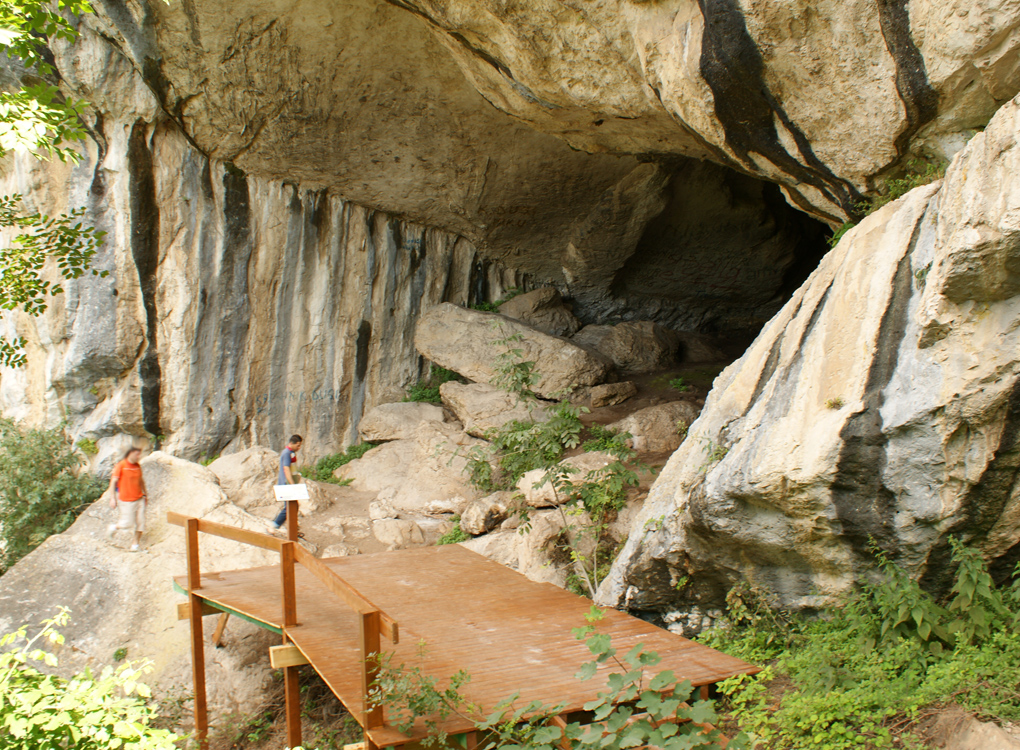
La grotta di Pellumbas nei pressi di Tirana, utilizzata come abitazione per gli antichi popoli del Paleolitico medio

Le prime tracce della presenza umana in Albania risalgono al Paleolitico medio e al Paleolitico superiore. Tra queste prime testimonianze vi sono alcuni manufatti di selce e di diaspro e ossa di animali fossili rinvenuti in una grotta a Xarrë, vicino a Saranda e altri oggetti di pietra e osso scoperti sul monte Dajt nei pressi di Tirana. La fattezza di quest'ultimi ricordano quelli tipici della cultura aurignaziana. I reperti di età paleolitica dell'Albania mostrano grandi somiglianze con oggetti della stessa epoca rinvenuti a Crvena Stijena in Montenegro e nella Grecia nord-occidentale.
Vi sono diversi siti archeologici in Albania che conservano reperti risalenti all'era neolitica, datati tra il 6000 e il 2000 a.C. I più importanti si trovano a Maliq, Gruemirë, Dushman (Dukagjin), sul fiume Erzen (vicino a Shijak), nei dintorni di Durazzo, Ziçisht, Nepravishtë, Finiq e Butrinto.
Diversi manufatti dell'età del bronzo provenienti da sepolture a tumulo sono stati portati alla luce nelle zone meridionali del paese e che mostrano uno stretto collegamento con siti della Macedonia sud-occidentale e con Lefkada, in Grecia. Gli archeologi sono giunti alla conclusione che queste regioni furono abitate fin dalla metà del terzo millennio a.C. da popolazioni indoeuropee che parlavano una lingua protogreca. Una parte di questa popolazione si trasferì poi a Micene intorno al 1600 a.C. dove fondò la civiltà micenea. Altre sepolture a tumulo sono state trovate nell'Albania settentrionale, in particolare vicino alla città di Scutari, risalenti al terzo millennio a.C.; queste sepolture furono molto probabilmente costruite da Proto Illiri. Una popolazione di Illiri, probabilmente la tribù illirica più meridionale dell'epoca, viveva al confine tra Albania e Montenegro.
Nella tarda età del bronzo e nella prima età del ferro si verificarono numerosi movimenti di popolazione nei territori dell'Albania moderna, come l'insediamento della popolazione dei Brigi nelle aree dell'Albania meridionale-Grecia nordoccidentale e delle tribù illiriche nell'Albania centrale. Si può presumere che il movimento delle tribù dei Brigi coincida con l'inizio dell'età del ferro nei Balcani, intorno all'inizio del I millennio a.C.
Gli archeologi associano gli Illiri alla cultura di Hallstatt, un popolo dell'età del ferro noto per la produzione di manufatti di ferro, di spade di bronzo con manici a forma di ali e per l'addomesticamento dei cavalli. È impossibile delineare le tribù illiriche dai Paleo-Balcani in senso linguistico stretto, ma le aree classicamente incluse sotto "Illirico" per l'età del ferro balcanica includono l'area circoscritta dai fiumi Danubio, Sava e Morava fino al mare Adriatico e ai monti Šar.

## Antichità

### Illiria

Distribuzione delle tribù illiriche presso il confine con i Greci e i Traci

Durante l'età classica il territorio dell'attuale Albania era abitato dagli Illiri, un popolo diviso in diverse tribù. Non vi è certezza sulla provenienza di questo popolo, una tesi li indica provenienti dalla Lausazia (nella Polonia occidentale) mentre un'altra sostiene che essi fossero autoctoni della zona. In ogni caso le tribù illiriche erano presenti in tutta la regione dei Balcani occidentali, un territorio che gli autori romani e greci del tempo conoscevano come Illiria e corrispondente all'incirca all'area compresa tra il mare Adriatico a ovest, il fiume Drava e il fiume Morava rispettivamente a nord e a est, e la foce del fiume Vjosë a sud. La prima menzione dei popoli ilirici compare in un periplo greco, in cui viene descritto un passaggio costiero, risalente alla metà del IV secolo a.C.
Le tribù illiriche vivevano attorno alle città-Stato con a capo un unico re. Le principali città erano Shkodra (l'odierna Scutari in Albania) e Rhizon (Risan, oggi in Montenegro). La loro economia si basava sull'estrazione e lavorazione dei metalli che esportavano nelle regioni limitrofe, nella coltivazione della vite e dell'ulivo e nell'allevamento di bovini e ovini. Delle diverse tribù, nelle zone centrali si erano stanziati gli Ardiaei, i Taulanti e gli Albanoi; i Partini, gli Abri e i Caviii si trovavano nel nord; gli Enchelei nell'est; mentre i Bullioni, insieme a molte altre minori, abitavano il sud. Nelle zone più occidentali, insieme alle tribù illiriche, vivevano anche i Brigi, un popolo frigio, mentre lungo le coste sud vi era la presenza di colonie ed empori greci, come Epidamno (fondata nel 627 o 625 a.C.) e Apollonia (intorno al 600 a.C.). Sebbene la vicinanza con i greci creasse importanti occasioni di scambi commerciali, fu anche causa di conflitti.

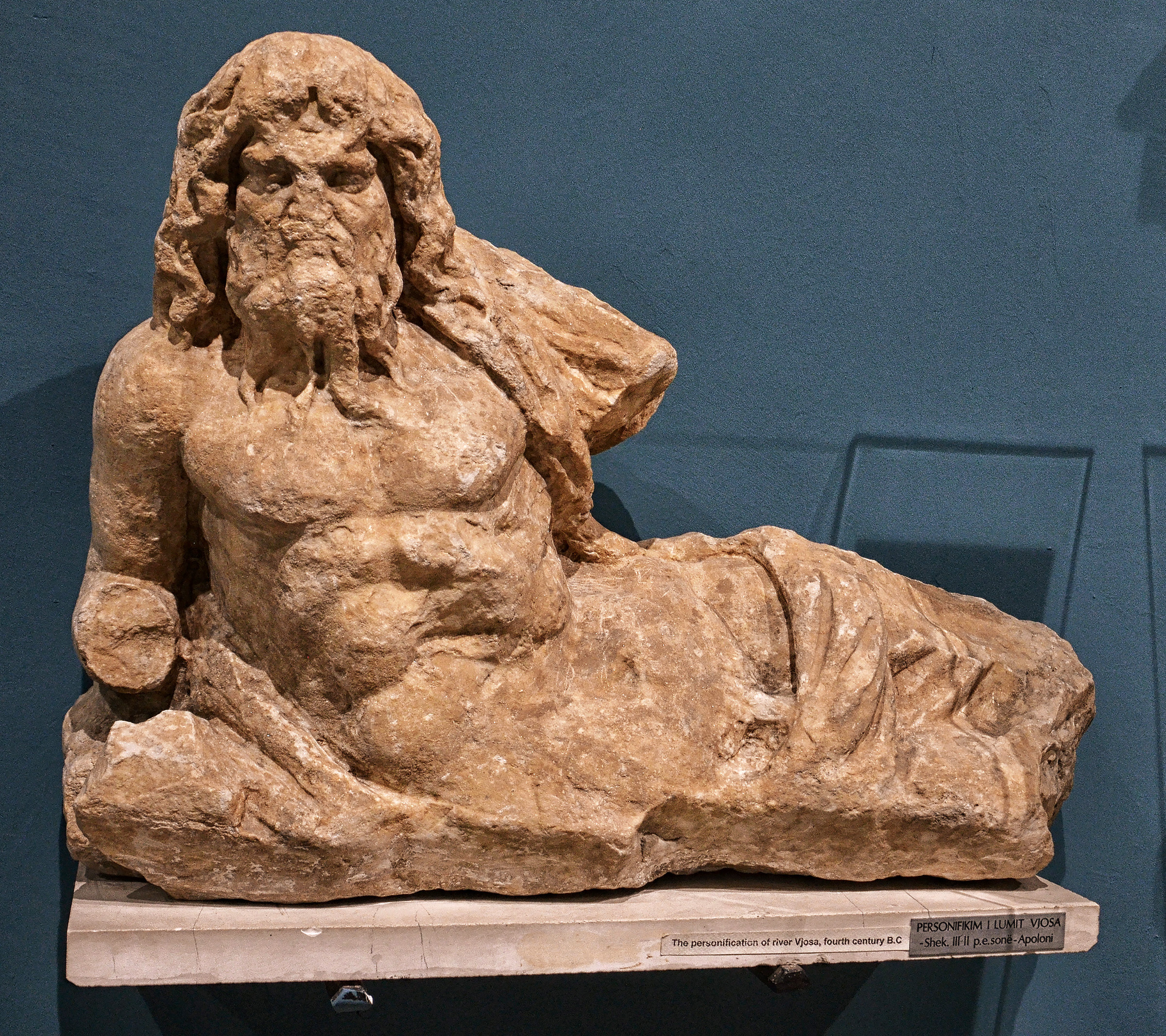
Personificazione del fiume Voiussa; statua risalente al III secolo a.C. ritrovata nel sito archeologico di Apollonia

Il primo regno illirico documentato fu quello dei Dardani, fondato probabilmente del re Bardylis che nel IV secolo era riuscito a unire insieme diverse tribù. Sotto la guida di Bardylis i Dardani godettero di una gran potenza militare e, grazie all'unione con altri illiri come i Taulanti e Autariati, riuscirono, dopo decenni di lotte, a sconfiggere i Macedoni nel circa 360 a.C. uccidendone il re Perdicca III. Tuttavia, nel 358 a.C. subirono a loro volta una sconfitta da parte del fratello di Perdicca Filippo II di Macedonia. Filippo ottenne indietro i territori persi dalla sconfitta precedente e addirittura ne conquistò altri nuovi a spese dei Dardani; infine stipulò una pace con il novantenne Bardylis sposandosi con Audata, una delle sue figlie. L'occupazione macedone si fece ulteriormente più forte quando il re dardano Clito venne sconfitto da Alessandro Magno durante la sua campagna balcanica. La morte di Alessandro segnò il ritorno all'indipendenza dell'Illiria ma il regno appariva ancora privo di una sostanziale unità.
Intorno al 230 a.C., a seguito della decadenza dei Dardani, la tribù degli Ardiei raggiunse la superiorità militare sulla regione durante il regno del re Agrone d'Illiria che riuscì a estendere il suo dominio sulle altre tribù vicine. Agrone morì improvvisamente intorno al 231 a.C. dopo aver trionfato sugli Etoli. La sua seconda moglie, la regina Teuta, gli succedette come reggente. Teuta iniziò a rivolgersi malevolmente agli Stati vicini, sostenendo le incursioni piratesche dei suoi sudditi. Dopo aver preso Durazzo e Fenice, le forze di Teuta estesero le loro operazioni più a sud nel Mar Ionio, sconfiggendo la flotta combinata achea ed etolica nella battaglia di Paxos e conquistando l'isola di Corcira (l'attuale Corfù).

### Guerre illiriche

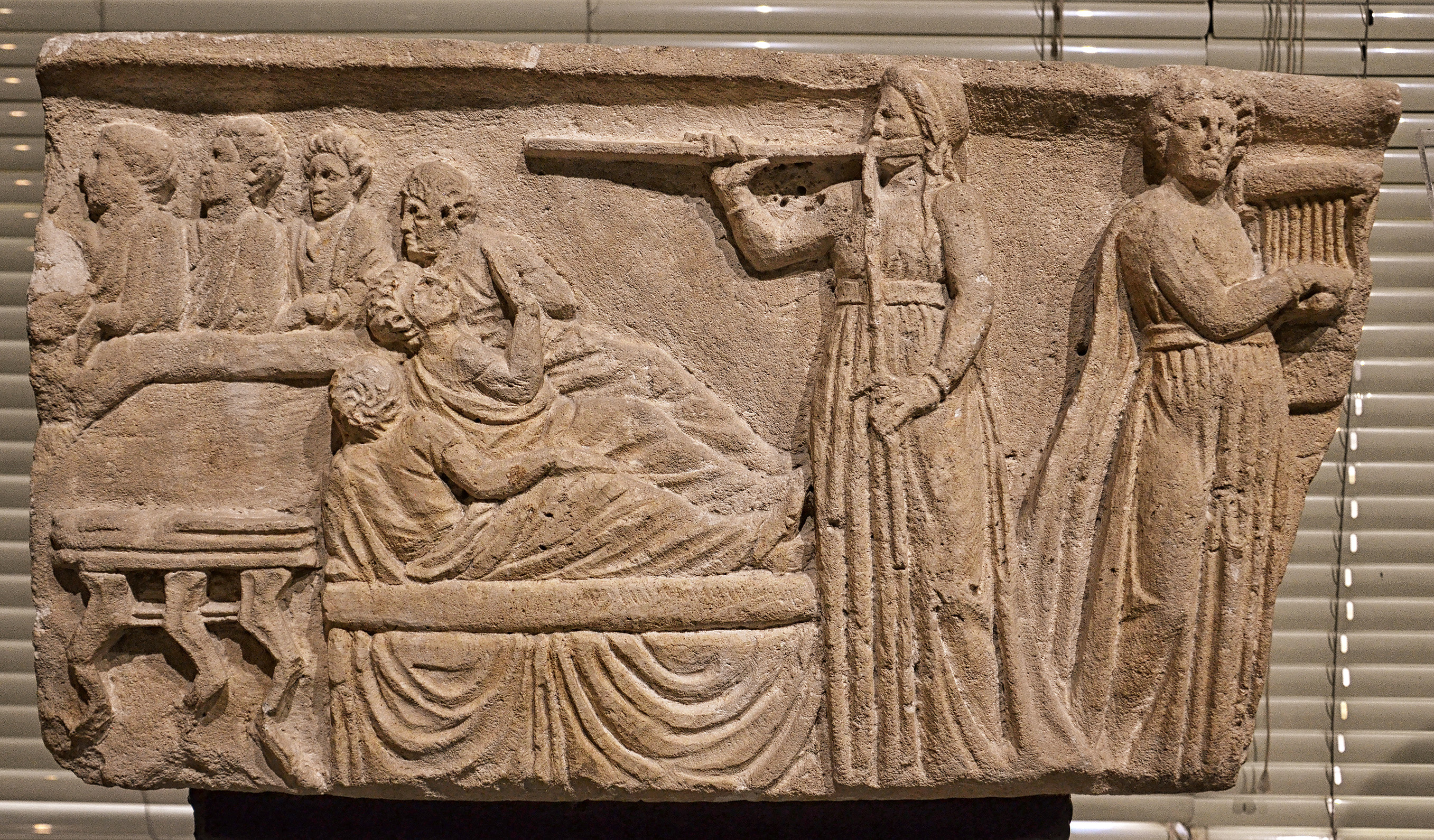
Bassorilievo illirico risalente al III secolo a.C.

L'aggressiva politica di Teuta che perseverava nel foraggiare le azioni piratesche spinse i Romani a intervenire militarmente contro di essi dando inizio alle cosiddette guerre illiriche, una serie di conflitti che durarono oltre 60 anni. La scintilla che fece scoppiare la prima guerra illirica s'accese nel 230 a.C. quando il Senato romano inviò un'ambasceria di protesta alla regina Teuta che si risolse con l'assassinio, probabilmente ordinato dalla sovrana stessa, di uno dei diplomatici. La guerra si concluse l'anno seguente con la vittoria romana mentre Teuta, a quanto racconta Polibio, venne costretta ad accettare le condizioni di resa che prevedevano la cessione di alcune città (Epidamno, Apollonia, Orico, Corcira, ecc.), di pagare un tributo ai Romani e di impegnarsi ad assicurare che nessuna nave da guerra illirica si spingesse oltre Lisso (tra Scutari e Durazzo).
La seconda guerra illirica iniziò nel 219 a.C. quando il reggente dello Stato illirico e tributario romano Demetrio di Faro decise di staccarsi da Roma e allearsi con il loro nemico Antigono Dosone di Macedonia, aiutandolo nella guerra contro Cleomene III, re di Sparta. Anche questo conflitto fu vinto in brevissimo tempo dalla flotta romana comandata dal console Lucio Emilio Paolo. La sconfitta subita costrinse Demetrio a trovare rifugio presso Filippo V, dove trascorse il resto della propria vita, diventandone uno dei consiglieri più ascoltati. Il console romano, Lucio Emilio Paolo, sottomise il resto dell'Illiria, riorganizzandola nuovamente.
La pesante disfatta colta nel 168 a.C. da re Genzio contro un esercito romano e città alleate comandato dal console Lucio Anicio Gallo nella terza guerra illirica fu la definitiva sconfitta che causò la fine dell'indipendenza del Regno d'Illiria. Occupata la regione, i Romani la divisero in tre divisioni amministrative, dette meris, ove crearono varie colonie di legionari (specie con Cesare e Augusto) come Butrinto.

### Dominazione romana

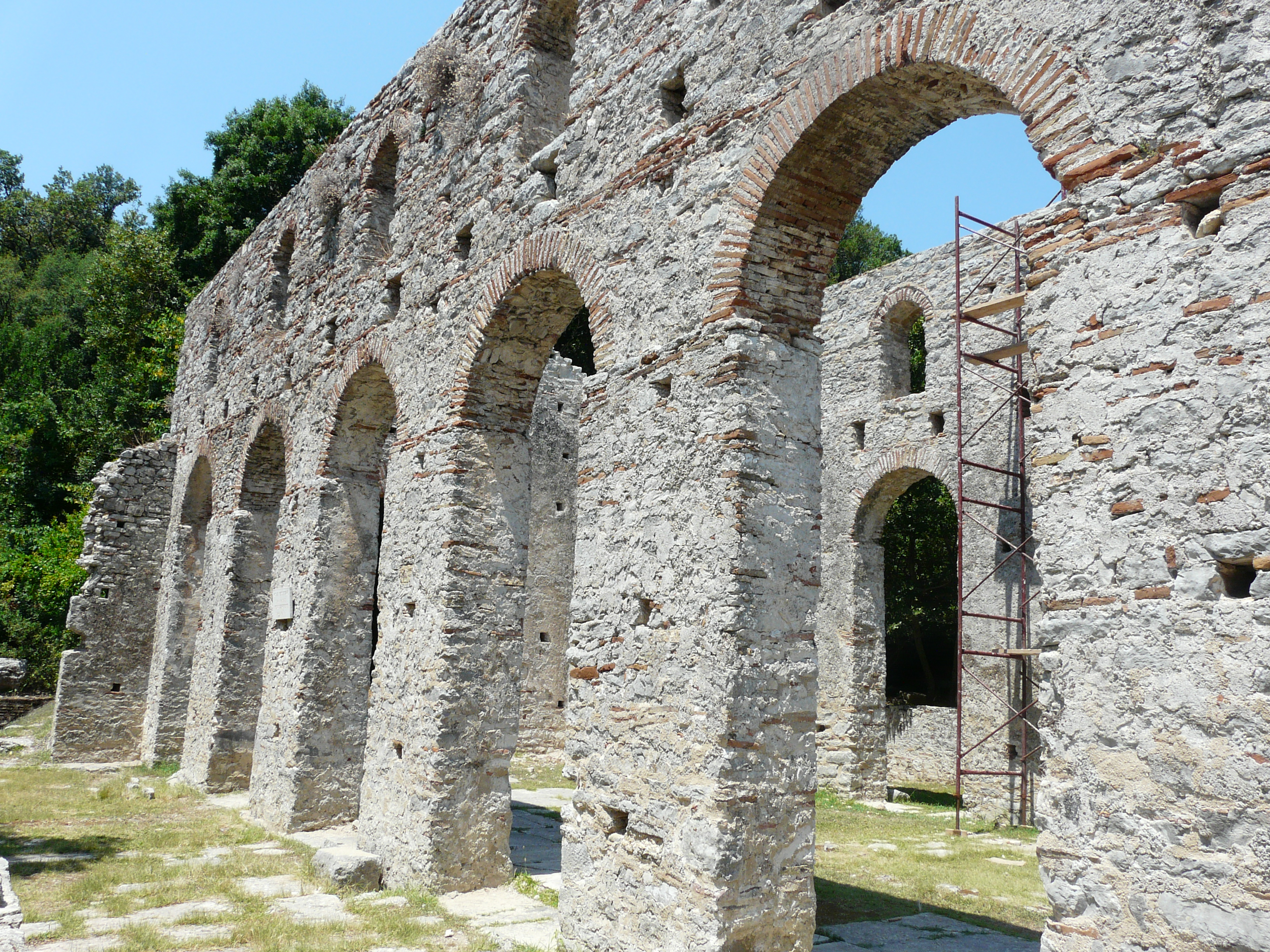
Basilica romana di Butrinto

Il territorio dell'attuale Albania occidentale, insieme a quello dell'attuale Croazia, divenne parte della Provincia Romana dell'Illiria (Illyricum) che all'inizio del periodo imperiale fu suddivisa nella regione augustea della Regio X Venetia et Histria, oltre alle due nuove province di Pannonia e Dalmazia.
La convivenza tra gli occupanti romani e le autoctone popolazione illiriche fu difficile e spesso sfociarono in aperti conflitti. La completa sottomissione si ebbe solo ne 9 d.C. quando Tiberio sconfisse gli ultimi rivoltosi. L'arrivo dei Romani comportò l'inevitabile inizio del processo di romanizzazione dei territori conquistati che si concretizzò grazie alla creazione di varie colonie di legionari (specie con Cesare e Augusto) come Butrinto, alla costruzione di strade, alla distribuzione di incarichi amministrativi e all'istituzione di canali commerciali. Nonostante una sostanziale latinizzazione dell'intera costa illirica, alcuni caratteri dell'antico popolo rimasero comunque presenti nella società soprattutto nelle zone più meridionali maggiormente influenzate dalla cultura greca.
La conquista romana segnò anche la fine dell'indipendenza politica dell'Epiro. Nel 146 a.C., entrò a far parte della provincia romana di Macedonia, ricevendo il nome di Epirus vetus ("vecchio Epiro"), per distinguerlo dall'Epirus nova ("nuovo Epiro") a nord. Le regioni costiere si arricchirono a seguito delle rotte commerciali costiere dei Romani e la costruzione della Via Egnatia fornì un ulteriore stimolo alla prosperità.
Nel 357 d.C. tutta la regione divenne parte della Prefettura del pretorio dell'Illirico, una delle quattro grandi prefetture pretoriane in cui fu suddiviso il tardo Impero romano.

### Cristianizzazione

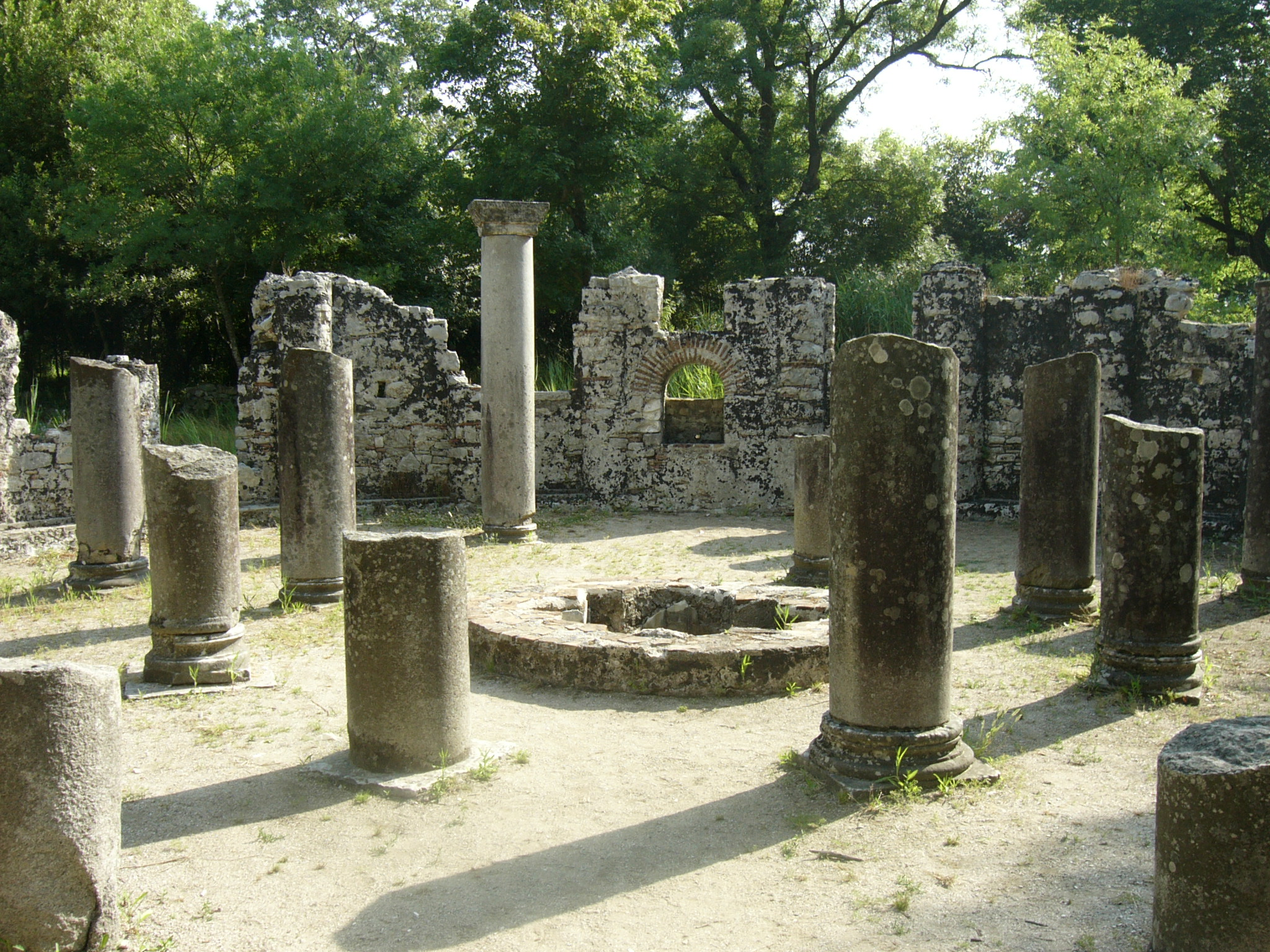
Battistero paleocristiano a Butrinto

Il cristianesimo giunse inizialmente nella provincia di Epiro nel sud dell'attuale Albania. Tra il III e il IV secolo d.C. il cristianesimo si affermò come la religione ufficiale dell'Impero romano soppiantando il politeismo pagano portando alla decadenza di gran parte delle istituzioni e delle idee ereditate dalla civiltà greca e romana. In questo periodo l'anfiteatro di Durazzo, edificato intorno al II secolo, iniziò a essere utilizzato per predicare il cristianesimo ai civili.
Quando l'Impero romano fu diviso nel 395 d.C., l'Illiria a est del fiume Drino cadde sotto l'amministrazione dell'Impero d'Oriente, tuttavia dal punto di vista ecclesiastico continuò a dipendere dalla sede di Roma rimanendo sotto la sua giurisdizione fino 732 quanto l'imperatore bizantino iconoclasta Leone III Isaurico la pose sotto il patriarcato di Costantinopoli.
Quando la chiesa cristiana si divise nel 1054 a seguito del grande scisma tra l'ortodossia orientale e cattolicesimo, la regione dell'Albania meridionale mantenne i suoi legami con Costantinopoli, mentre il nord tornò sotto la giurisdizione di Roma. Questa scissione segnò la prima significativa frammentazione religiosa del Paese.

## Medioevo

### Alto Medioevo

I Balcani nel VI secolo

Per tutto il periodo medievale il territorio albanese passò sotto i vari regni che si successero nella penisola balcanica. Con la divisione in due dell'Impero romano nel 395, alla morte di Teodosio I, l'Illiria si ritrovò sotto il dominio dell'Impero romano d'Oriente divenendo terra di confine. Sotto il governo dell'imperatore Giustiniano I venne realizzato un imponente sistema di fortificazione che tuttavia non riuscì a bloccare le scorrerie dei barbari anche a causa dell'ostilità tra popolazione locale e funzionari imperiali che vessavano i primi con continue tassazioni per finanziare la difesa. Così il territorio dovette subire le invasioni da nord di popolazioni quali i Goti, gli Avari e gli Slavi, fino all'arrivo dei Bulgari nel VII-IX secolo.
Tali invasioni indebolirono i centri urbani romano-bizantini sancendo il declino anche di tali culture nella zona. In breve tempo solo le regioni costiere rimasero in mano bizantina, compresa Durazzo dove si preservarono gli influssi romani e greci delle precedenti popolazioni.

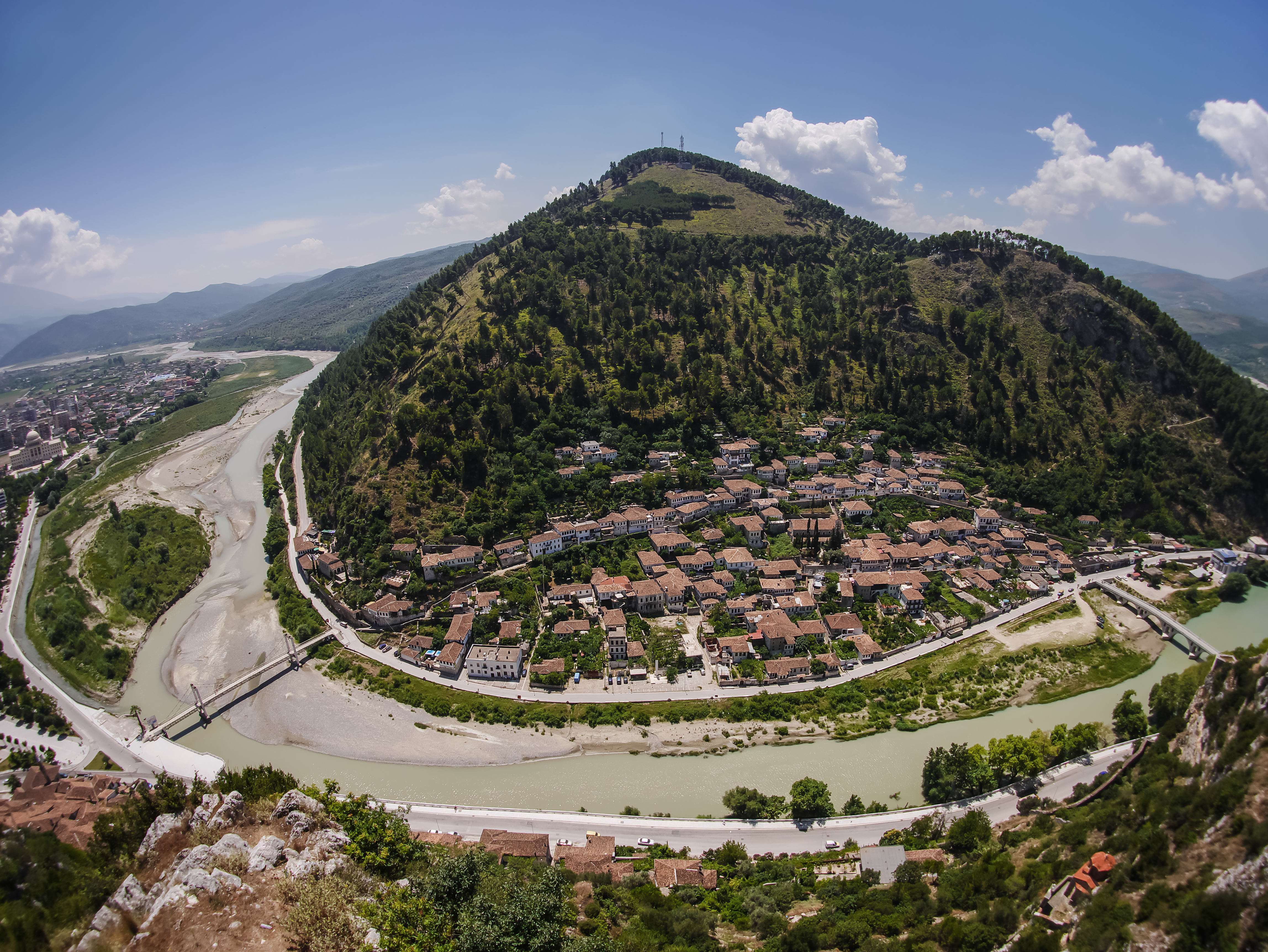
Dopo la caduta dell'Impero romano d'Occidente Berat divenne parte dell'in stabile frontiera dell'Impero bizantino

Nel IX secolo l'imperatore Teofilo riconquista alcuni territori creando il thema di Dyrrachion. Le zone interne dell'Albania verranno riconquistate dall'imperatore Basilio II, dopo la distruzione completa del Primo impero bulgaro nel 1018. Tea la fine dell'XI e l'inizio del XII secolo, la regione svolse un ruolo cruciale nelle guerre bizantino-normanne; in quel momento Dyrrhachium era il capolinea più occidentale della Via Egnatia, la principale via terrestre che collegava l'occidente con Costantinopoli, e per questo fu una dei principali bersagli dei Normanni. Nel 1081 questi riuscirono a prendere Dyrrachium, ma successivamente fu riconquistata dall'imperatore Alessio I Comneno. Per riuscire a mantenere i territori riconquistati, i Bizantini iniziarono a donare ai nobili e ai funzionari locali terre e privilegi a scapito dei piccoli proprietari e affittuari; una politica che portò all'introduzione del sistema feudale nella regione.
A metà del IX secolo, la maggior parte dell'Albania orientale divenne parte dell'Impero bulgaro. Nel secolo successivo la regione, al tempo conosciuta come Kutmichevitsa, divenne un importante centro culturale bulgaro vantando molte città fiorenti come Devol, Glavinitsa (Ballsh) e Belgrad (Berat). Quando i Bizantini riuscirono a conquistare i territori bulgari, le fortezze nell'Albania orientale furono alcune delle ultime roccaforti a sottomettersi. Successivamente la regione fu recuperata dal Secondo Impero bulgaro.
Nel Medioevo, il nome Arberia iniziò a essere sempre più utilizzato per riferirsi alla regione che oggi comprende la nazione dell'attuale Albania. La prima menzione certa di "albanesi" nei documenti storici si trova in una fonte bizantina risalente al 1079-1080, un'opera intitolata dello storico Michele Attaliate in cui viene raccontato che gli Albanoi avessero preso parte a una rivolta contro Costantinopoli nel 1043 e che gli Arbanitai fossero sudditi del duca di Dyrrhachium.

### Principato di Arbanon

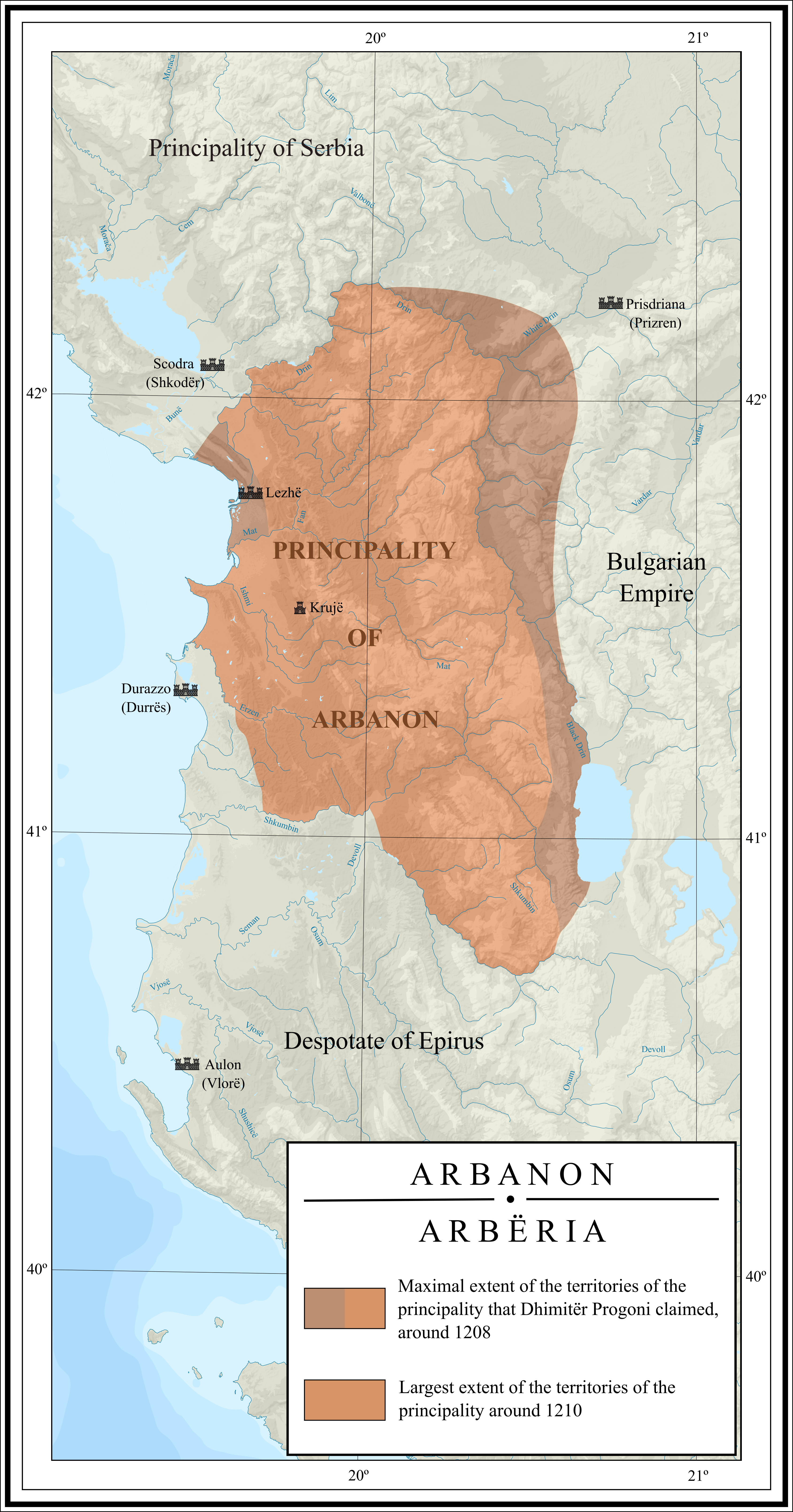
Massima estensione di Arbanon e rivendicazioni di Demetrio Progoni

Verso la fine del XII secolo, a causa dell'indebolimento del governo centrale dell'Impero bizantino, nelle regioni più periferiche divennero sempre più frequenti ribellioni e volontà autonomiste. Nel 1190 l'arconte Progon di Kruja fondò il Principato di Arbanon con capitale Krujë dando inizio alla storia dell'Albania medievale come Stato unitario. Il principato poteva disporre di un buon grado di autonomia dai Bizantini ed era governato dai propri principi ereditari. A Progon succedettero i figli Gjin e Demetrio. Proprio sotto il dominio di Demetrio il principato riuscì a ottenere nel 1204 la piena, anche se temporanea, indipendenza politica, approfittando dell'inesorabile decadimento di Costantinopoli in seguito al suo saccheggio durante la Quarta crociata che portò allo smembramento dell'impero.
È di questo periodo il più antico riferimento agli albanesi in Epiro; esso si trova in un documento veneziano del 1210, in cui si afferma che "il continente di fronte all'isola di Corfù è abitato da albanesi".
Dopo la morte di Demetrio, ultimo sovrano della famiglia Progon, il principato di Arbanon passò a Gregory Kamonas perdendo intorno al 1216 gran parte della sua indipendenza quando il sovrano dell'Epiro, Michele I Ducas portò a termine un'invasione verso nord verso l'Albania e la Macedonia, arrivando a conquistare Kruja e ponendo sotto il controllo del Despotato dell'Epiro gran parte della regione. Nello stesso periodo Durazzo divenne una colonia commerciale della Repubblica di Venezia. A Michele I successe il fratellastro Teodoro I d'Epiro il quale continuò l'opera di conquista puntando decisamente su Costantinopoli e ambendo divenire imperatore. Le mire espansionistiche di Teodoro I vennero subito ridimensionate dal suo alleato, il Secondo impero bulgaro che ormai aveva conquistato una vasta area equivalente all'attuale Bulgaria e Valacchia. Naturalmente Ivan Asen II, re dei Bulgari, non vedeva di buon occhio le mire espansionistiche di Teodoro I e non lo sostenne nella conquista di Costantinopoli. La cosa non piacque al despota d'Epiro tanto da spingerlo a invadere la Bulgaria, sicuro del suo esercito, fino a giungere alla dura sconfitta nella battaglia di Klokotnica che portò la Bulgaria ad ampliare il suo dominio su gran parte della penisola primeggiando su Costantinopoli e sui vari regni nati dallo smembramento dell'impero. Nel 1230, quindi, l'Albania passò di nuovo sotto il dominio bulgaro tranne per la parte settentrionale, che restò sempre sotto controllo serbo.
Nel 1242 la Bulgaria venne più volte attaccata dai Mongoli e nel 1246 perse molti dei territori a favore dell'Impero di Nicea. Ne approfittò di nuovo il Despotato d'Epiro che fino al 1247 si riannetté i territori perduti in Albania. L'Impero di Nicea, tuttavia, diventò abbastanza potente da iniziare a conquistare in Albania i territori del Despotato fino ad annettersi nel 1256, per due anni, la città di Durazzo.

### Basso Medioevo

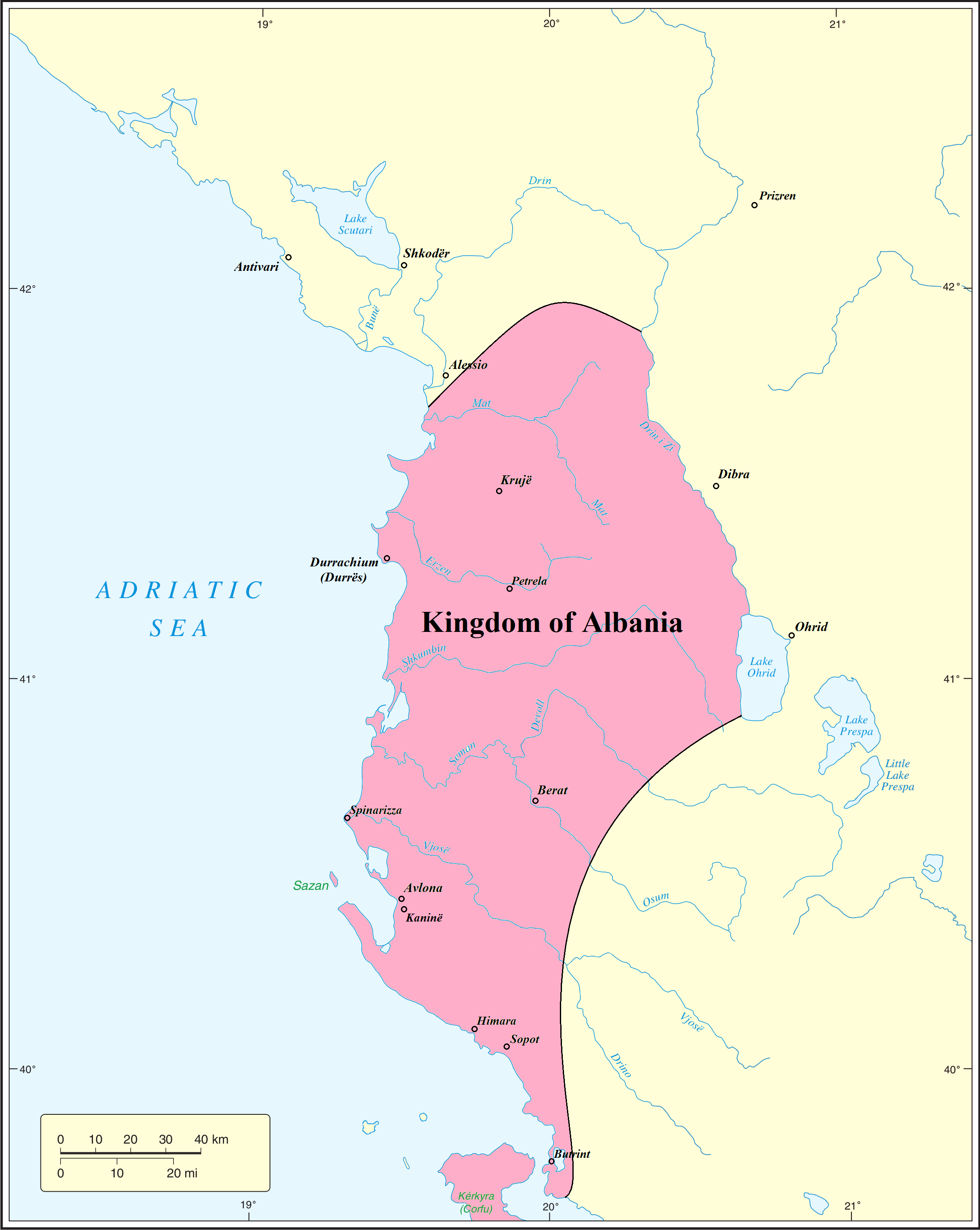
Il Regno d'Albania alla sua massima espansione (1272-1274)

Nel XIII secolo il principato fu sciolto. Pochi anni dopo, Carlo d'Angiò Re di Napoli concluse un accordo con i governanti albanesi, promettendo di proteggerli e le loro antiche libertà. Nel 1272 stabilì il Regno di Albania e riconquistò le regioni dal Despotato dell'Epiro legate al Principato di Taranto. Il regno rivendicò tutto il territorio dell'Albania centrale da Durazzo lungo la costa del Mar Adriatico fino a Butrinto. Una struttura politica cattolica era alla base dei piani papali di diffusione del cattolicesimo nella penisola balcanica. Questo piano trovò anche il sostegno di Elena d'Angiò, cugina di Carlo d'Angiò, che a quel tempo governava i territori dell'Albania settentrionale. Circa trenta chiese e monasteri cattolici furono costruiti durante il suo governo, principalmente nell'Albania settentrionale.

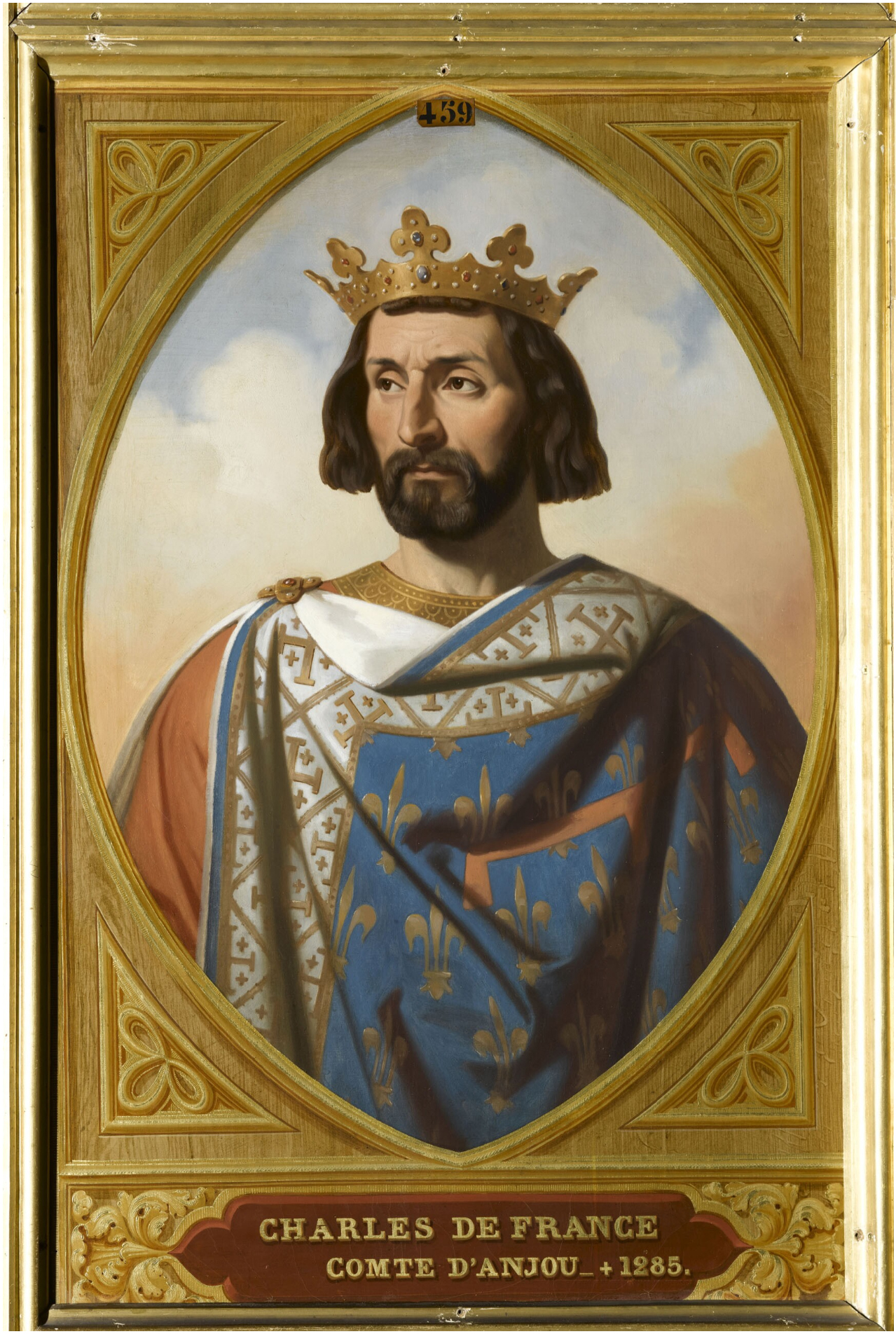
Ritratto di Carlo I d'Angiò

Ma l'obiettivo principale di Carlo era quello di fare dell'Albania una base sicura per un successivo attacco contro Costantinopoli dove Michele VIII Paleologo nel 1261 aveva restaurato l'Impero bizantino a scapito di quello latino. La regione dell'attuale Albania era considerata alquanto strategica per perseguire tale scopo, in quanto attraverso essa transitava la Via Egnatia che rappresentava il principale collegamento tra Oriente e Occidente. Necessitando del sostegno dei notabili locali, Carlo rafforzò nel neonato Regno di Albania il regime feudale conferendo terre e privilegi a chi gli avesse garantito fedeltà. Tuttavia, il contemporaneo inserimento di membri della nobiltà francese al posto di quella autoctona sortì risultati opposti a quanto sperato. Il clima avverso all'angioino facilità una controffensiva dei Bizantini che lo costrinsero nel 1281 a rinunciare alle regioni interne dell'Albania. Così, il Despotato d'Epiro rientrò così in possesso di buona parte dei territori perduti, riducendo il regno angioino alla sola regione di Durazzo. La città rimase comunque nelle mani dei discendenti di Carlo fino al 1368, quando fu conquistata da Carlo Thopia.
Thopia, dichiaratosi discendente angioino, istituì il Principato d'Albania il quale poteva beneficiare di solidi rapporti sia con la Repubblica di Venezia sia con Costantinopoli. Durante la sua esistenza, il cattolicesimo andò a diffondersi rapidamente tra la popolazione, influenzando profondamente la società e l'architettura del Regno.

### La conquista ottomana

Sangiaccato di Albania, una divisione amministrativa ottomana, nel 1431

L'assenza di un forte potere centrale causò la formazione nella regione di diversi principati albanesi, tra cui i maggiori furono il Principato dei Castriota, il Principato d'Albania e il Despotato di Arta che iniziarono a perseguire una politica di espansione territoriale basata su matrimoni e guerre. Nella contesa si inserì anche il vicino Principato di Zeta (relativo a pressappoco l'attuale Montenegro) che si trovò verso la metà del XIV secolo a rivaleggiare con il Principato dei Thopia per il controllo dell'intera Albania.
In un tale clima di conflitti e frammentazione di potere, la regione si trovò facile preda delle mire territoriali del potente Impero ottomano sempre più in ascesa. Le prime incursioni degli Ottomani iniziarono a registrarsi già agli inizi della seconda metà del XV secolo. Nel 1385 i Turchi guidati dal gran visir Çandarlı Kara Halil Hayreddin Pascià ottennero una schiacciante vittoria nella battaglia dei Campi Sauriani del 1385. La conquista ottomana dell'Albania comunque avvenne in più fasi e fu completata solo decenni dopo.
Man mano che i Turchi sottomettevano il territorio balcanico, le più importanti famiglie del luogo venivano costrette a divenire loro vassalli ma non riuscirono a evitare la loro ribellione. Così Giorgio II Balsha, despota del Montenegro, si alleò con Tvrtko I di Bosnia e Stratsimir di Vidin, e insieme riuscirono a sconfiggere l'esercito musulmano nella battaglia di Pločnik del 1387. Tuttavia, due anni più tardi, nulla poterono contro le dimensioni dell'esercito ottomano, comandato personalmente dal sultano Murad I che li sconfisse il 15 giugno 1389 nella battaglia della Piana dei Merli. I vincitori imposero ai principati sconfitti delle condizioni si vassallaggio molto più dure rispetto a quelli che non si erano sollevati contro di loro.

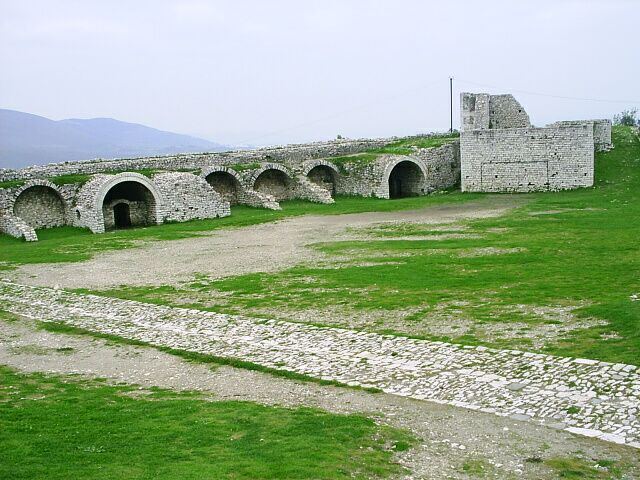
Resti della moschea Bianca di Berat, edificata nel 1417 immediatamente dopo la conquista ottomana

Valona e Berat furono conquistate nel 1417, Argirocastro le seguì l'anno successivo; entro il 1430 i musulmani controllavano tutta la regione che si estendeva dall'Epiro a Kruja. A seguito di accordi, alla Repubblica di Venezia fu concesso di mantenere il controllo su alcuni possedimenti nei dintorni di Durazzo (oltre che mantenere parte dell'odierno Montenegro).
Tra il 1432 e il 1436 si registrarono una serie di tentate ribellioni degli albanesi, guidati principalmente da Giorgio Arianiti, contro i dominatori ottomani. Durante le prime fasi molti proprietari terrieri furono uccisi o espulsi e man mano che la ribellione si diffondeva vennero avviati tentativi di formare alleanze con il Sacro Romano Impero. Tuttavia, i ribelli non riuscirono a prendere importanti città e gli assedi prolungati, come quello di Argirocastro in quel momento capitale del sangiaccato, diedero all'esercito ottomano il tempo di radunare grandi forze e di soffocare la rivolta. Dopo la repressione, coloro che accettarono la sovranità ottomana furono autorizzati a mantenere i loro possedimenti e la parziale autonomia; furono concessi molti timar anche ai più importanti funzionari amministrativi locali. Tuttavia, man mano che l'impero estendeva ulteriormente la sua area e la sua autorità, ripresero i tentativi di centralizzazione e di sostituzione dei detentori di timar locali con i proprietari terrieri ottomani creando una forte disapprovazione negli albanesi.

## Età moderna

### La rivolta di Scanderbeg

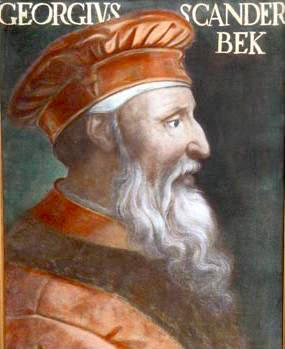
Giorgio Castriota Scanderbeg

La conquista turca fu osteggiata all'inizio dalla popolazione locale soprattutto da parte dei principi albanesi. Giovanni Castriota, principe di Kruje e padre di Giorgio Castriota Scanderbeg, fu uno di questi e contro di lui infierì più pesantemente il sultano Murad II poiché era uno tra i potenti e indomiti condottieri avversi alla occupazione.
Nel periodo in cui il territorio albanese si ritrovò sotto il controllo ottomano, molta gente, spinta da motivi di carattere religioso, dovette emigrare. Coloro che rimasero acquisirono il nome di shqipetar (dalla parola shiqiperia che significa "nido delle aquile"), mentre gli emigranti furono chiamati arbëreshë (parola derivata da Arberia). Questi ultimi si stabilirono prevalentemente in Italia meridionale dove mantennero le loro tradizioni e dove fondarono numerosi centri abitati.
Il 2 marzo 1444, nella cattedrale veneziana di San Nicola ad Alessio, Scanderbeg organizzò un grande convegno con la maggior parte dei principi albanesi, e con la partecipazione del rappresentante della Repubblica di Venezia. In questo convegno egli fu proclamato all'unanimità come guida della nazione albanese. La cosa non piacque al sultano Murad II che inviò contro gli albanesi un potente esercito. Lo scontro con le forze di Scanderbeg, notevolmente inferiori, avvenne il 29 giugno 1444, a Torvioll dove i turchi riportarono una cocente sconfitta. Il successo di Scanderbeg ebbe vasta risonanza oltre il confine albanese, arrivò fino a papa Eugenio IV il quale ipotizzò addirittura una nuova crociata contro l'Islam guidata dallo stesso Scanderbeg.
Da questo successo fino alla sua morte, Scanderbeg dovette affrontare diversi scontri con le truppe turche di ogni composizione e guidate da ogni tipo di condottieri. Prima contro Firuz Pascià che partì alla testa di ben 15 000 cavalieri, battuto dal Castriota alle gole di Prizren il 10 ottobre 1445, poi Mustafà Pascià con 25 000 uomini battuto il 27 settembre 1446, poi addirittura lo stesso Murad II nel 1450 a capo di 150 000 soldati, che tentò l'assedio del castello di Krujë.
Le imprese di Scanderbeg preoccupavano anche i Veneziani, che avevano diverse relazioni commerciali con i Turchi. Essi si allearono con il sultano ma persero pesantemente il 3 luglio 1448, benché avessero raso al suolo la fortezza di Balsha.
Le gesta di Scanderbeg risuonavano per tutto l'Occidente, delegazioni del papa e di Alfonso d'Aragona giunsero in Albania per celebrare la straordinaria impresa.
Maometto II, successore di Murad, si rese conto delle gravi conseguenze che potevano derivare dall'alleanza degli Albanesi con il Regno di Napoli e decise quindi di mandare due armate contro l'Albania: una comandata da Hamza-bey e l'altra da Dalip Pascià. Nel luglio del 1452 le due armate furono annientate e mentre Hamza-bey fu catturato, Dalip Pascià morì in battaglia. Dopo questo tentativo si ripeté ancora la stessa storia vista con Murad II in quanto i Turchi vennero sconfitti ancora a Skopje il 22 aprile del 1453, a Oranik nel 1456, nella valle del fiume Mati il 7 settembre 1457.

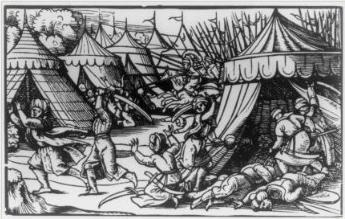
Incisione di un assalto albanese su un campo ottomano

La fama di Scanderbeg fu incontenibile, anche per il fatto che i suoi uomini a disposizione non erano mai più di 20 000, e al sultano turco non rimase altro che chiedere di trattare la pace. Tuttavia, il Castriota rifiutò con decisione ogni accordo e continuò la sua battaglia. La pace arrivò dopo la dura sconfitta di due armate turche comandate da Hussein-bey e Sinan-bey, nel febbraio del 1462, presso Skopjë. Il trattato di pace fu firmato il 27 aprile 1463.
Intanto, la morte di papa Pio II il 14 agosto 1464 determinò il fallimento della grande crociata che il Pontefice aveva in mente e che teneva in grande apprensione il sultano. L'anno dopo il Sultano intravide la possibilità di farla finita con il Castriota, mise insieme un poderoso esercito affidandolo a un traditore albanese, il quale era stato cresciuto allo stesso modo di Scanderbeg, Ballaban Pascià, ma anche quest'impresa fallì in prossimità di Ocrida.
I tentativi si facevano via via più pesanti e nella primavera del 1466, Krujë venne cinta d'assedio. Nonostante il fallimento lo stesso tentativo venne fatto nell'estate del 1467, ma per l'ennesima volta senza nessun successo e con grave danno per i Turchi.
Scanderbeg tuttavia comprendeva che la difesa non poteva andare a oltranza per cui cercò delle alleanze e il doge di Venezia si convinse a inviare Francesco Cappello Grimani da Scanderbeg per organizzare una difesa comune, ma l'ambasciatore veneziano non poté portare a termine l'incarico perché Scanderbeg morì di malaria il 17 gennaio 1468.
Krujë, l'eroica cittadina, cadde nelle mani turche dieci anni dopo la morte di Scanderbeg.
Giovanni Castriota, il figlio di Scanderbeg avuto dalla moglie Marina Donika Arianiti, trovò rifugiò con la madre a Napoli, ospitato da Ferdinando d'Aragona. Qui nel 1481, radunò alcuni fedelissimi e sbarcò a Durazzo, ma non riuscì a portare a termine alcuna impresa poiché i Turchi vanificarono immediatamente il suo tentativo.
Si concluse quindi qui il breve periodo di resistenza albanese durato appena diciassette anni ma di grave conseguenze per gli Ottomani che, in piena espansione, trovarono proprio in Albania una fortissima reazione al loro dominio balcanico.

### L'Albania ottomana

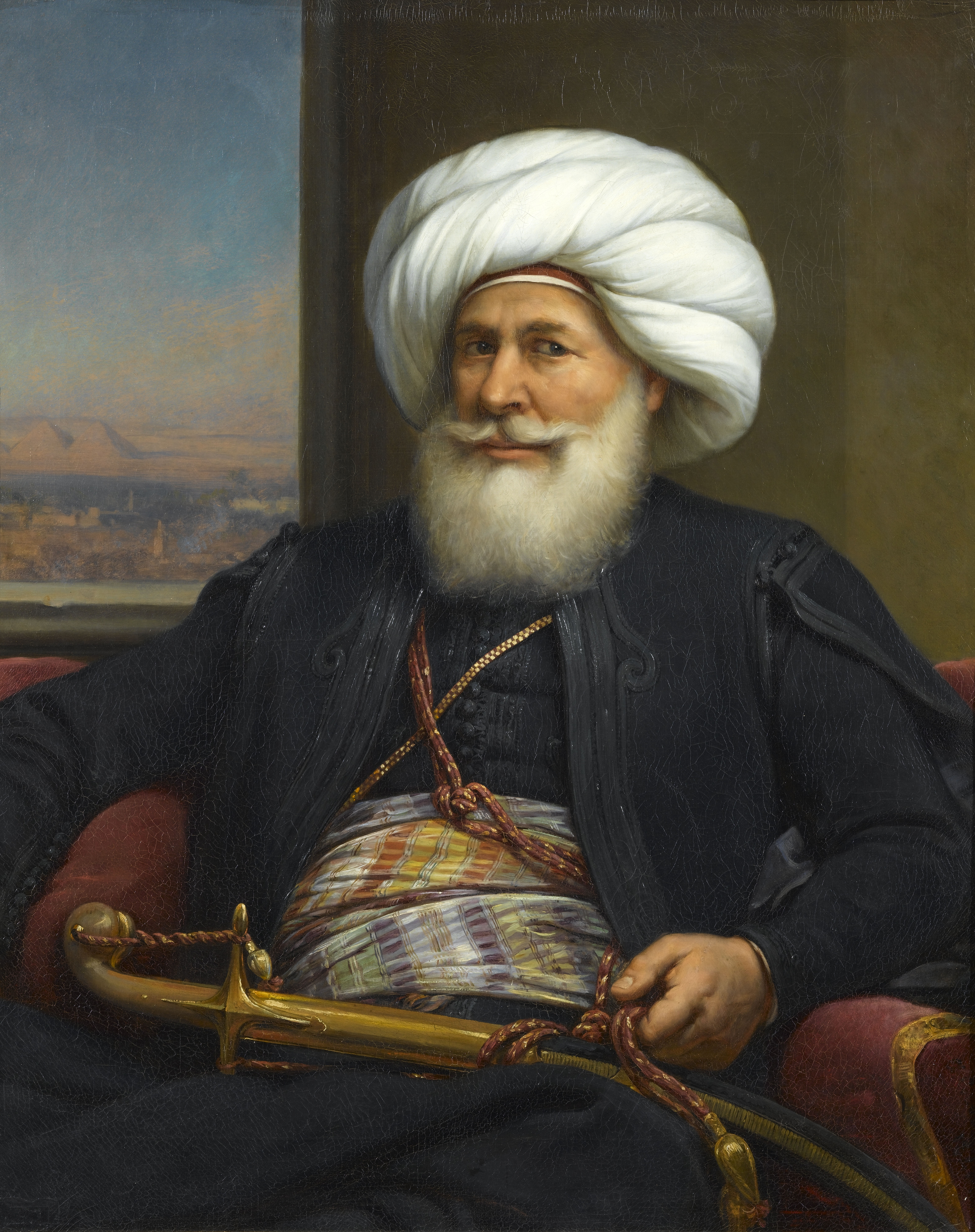
Muhammad ʿAli Pascià, governatore ottomano dell'Egitto

La presa di Croia da parte dei turchi del 1478 segnò la fine dell'Albania e l'inizio della sua storia moderna.
L'Albania rimase sotto il controllo ottomano come parte della provincia di Rumelia fino al 1912, quando fu dichiarata l'Albania indipendente.
Con lo stanziarsi degli Ottomani avvennero numerosissime migrazioni, quella che rappresentò la prima storica diaspora albanese. Le ondate migratorie albanesi, nell'allora Regno di Napoli e in generale in tutta l'Italia centro-meridionale, furono otto (1399-1409; 1416-1442; 1461-1470; 1470-1478; 1533-1534; 1646; 1744; 1774). La loro storia non lineare delle ondate migratorie e la molteplicità degli insediamenti in Italia, fornisce una giustificazione alla dispersione in un vasto territorio che, ancora, copre quasi tutto il meridione.
L'arrivo degli Ottomani portò anche alla conversione di una parte della popolazione albanese all'Islam.
Il processo di islamizzazione fu progressivo, a partire dall'arrivo degli Ottomani nel XIV secolo (fino a oggi una minoranza di albanesi sono cristiani cattolici o ortodossi, sebbene la maggioranza della popolazione sia comunque musulmana). I titolari di Timar, la base del primo controllo ottomano nel Sud-est dell'Europa, non erano necessariamente convertiti all'Islam, e occasionalmente si ribellarono; il più famoso di questi ribelli fu Skanderbeg (la sua figura sarebbe divenuta più tardi, nel XIX secolo, componente centrale dell'identità nazionale albanese). L'impatto più significativo sugli albanesi fu il graduale processo di islamizzazione di una larga maggioranza della popolazione. Inizialmente confinato nei principali centri urbani di Elbasan e Scutari, a partire dal XVII secolo anche la popolazione rurale iniziò ad abbracciare la nuova religione. I motivi per la conversione erano vari, a seconda del contesto. La mancanza di materiale storiografico non aiuta a indagare su tali problemi.

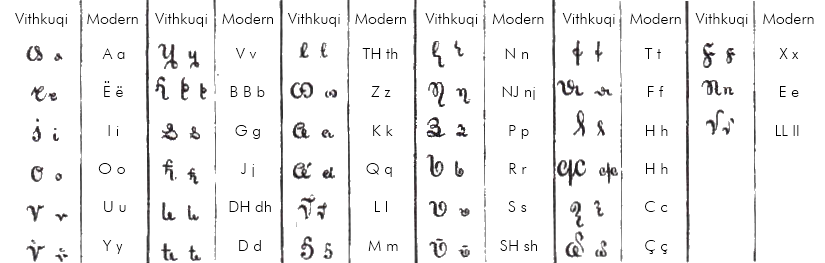
L'alfabeto Vithkuqi di Naum Veqilharxhi (Alfabeti i Vithkuqit) pubblicato nel 1845

Come musulmani, alcuni albanesi raggiunsero importanti posizioni politiche e militari all'interno dell'Impero ottomano e contribuirono culturalmente al più vasto mondo musulmano. Albanesi potevano essere trovati in tutto l'Impero ottomano, in Iraq, Egitto, Algeria e in tutto il Maghreb, come elementi di riserva militari e amministrativi. Ciò era in parte dovuto al sistema del devşirme. Godendo di posizione privilegiata nell'impero, gli albanesi musulmani detenevano varie alte cariche amministrative, con oltre due dozzine di gran visir di origine albanese, come il generale Köprülü Mehmed Pascià, che comandava le forze ottomane durante le guerre ottomano-persiane; il generale Köprülü Fazıl Ahmed, che guidò gli eserciti ottomani durante la guerra austro-turca; e successivamente Muhammad Ali Pasha dell'Egitto.
Durante il XV secolo, quando gli Ottomani stavano conquistando una posizione solida nella regione, le città albanesi furono organizzate in quattro sanjak principali. Il governo promosse il commercio stabilendo una consistente colonia ebraica di profughi sefarditi in fuga dalle persecuzioni cattoliche in Spagna. La città di Valona vide passare attraverso i suoi porti merci importate dall'Europa come velluti, cotone, mohair, tappeti, spezie e cuoio di Bursa e Costantinopoli. Alcuni mercanti di Valona avevano partner commerciali in tutta Europa.

### La rivolta di Alì Pascià (1819-1821)

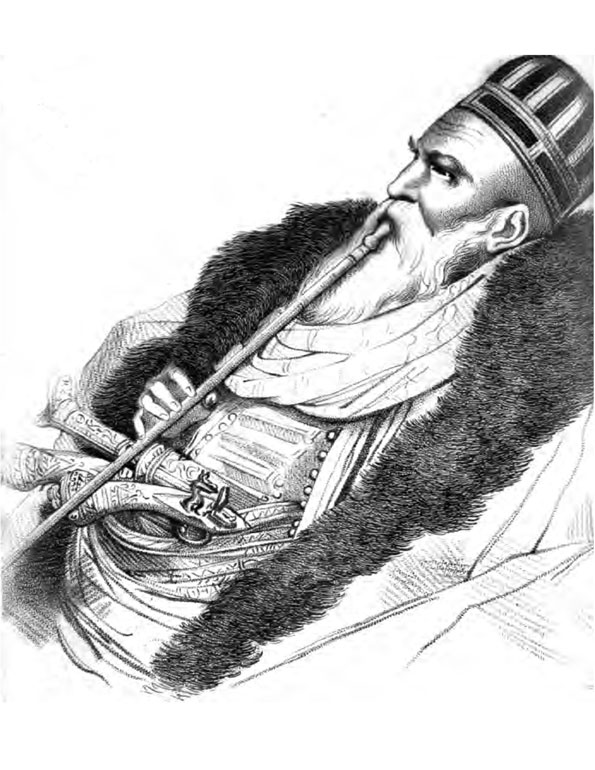
Ali Pashe Tepelena

Alì Pascià di Tepeleni, conosciuto anche come Il Leone di Giannina, è noto per la spinta autonomista che diede all'Albania e alla Grecia, ma anche per esser stato un despota crudele e sanguinario. Alì, per contrastare il potere ottomano in Albania, intrecciò alleanze prima con i francesi e in seguito con gli inglesi, arrivando alla conquista della città più florida dell'Albania meridionale nel 1788: Giannina. Liberò l'Albania, l'Epiro e parte della Tessaglia, creando un regno semi-indipendente da quello turco.
Nel 1819 dichiarò unilateralmente la sua totale indipendenza dall'Impero ottomano, dopo che quest'ultimo gli aveva dichiarato guerra, costringendolo ad asserragliarsi nella città di Giannina, che fu comunque espugnata dalle truppe ottomane, sotto il comando del sultano Mahmud II, dopo due anni di assedio (1821). Alì Pashe venne qui giustiziato e la sua testa, insieme a quelle dei suoi figli, portata a Costantinopoli ed esposta all'ingresso del Serraglio.

## Età contemporanea

### Il Rinascimento albanese e la Lega di Prizren
Il Rinascimento nazionale degli albanesi (Rilindja Kombëtare) iniziò nel 1870 e durò fino al 1912, quando gli albanesi dichiararono la loro indipendenza. La Lega di Prizren (Lidhja e Prizrenit) venne costituita nel giugno 1878, nella città vecchia di Prizren, in Kosovo. All'inizio le autorità ottomane appoggiarono la Lega, la cui posizione iniziale era basata sulla solidarietà religiosa dei proprietari terrieri musulmani e delle persone legate all'amministrazione ottomana. Gli ottomani favorirono e protessero la solidarietà musulmana e invocarono la difesa delle terre musulmane, compresa l'attuale Bosnia-Erzegovina. Questa fu la ragione per nominare la lega «Il comitato dei veri musulmani» (Komiteti i Myslimanëve të Vërtetë). 
La Lega emanò un decreto noto come Kararname. Il suo testo conteneva una proclamazione secondo cui i popoli del nord dell'Albania, dell'Epiro e della Bosnia «sono disposti a difendere» l'integrità territoriale «dell'Impero ottomano con tutti i mezzi possibili contro le truppe dei regni bulgaro, serbo e montenegrino», che fu firmato da 47 deputati musulmani della Lega il 18 giugno 1878.
Circa trecento musulmani parteciparono all'assemblea, inclusi i delegati della Bosnia e il mutasarrif (sanjakbey) del Sanjak di Prizren come rappresentanti delle autorità centrali, ma nessun delegato del vilayet di Scutari.
Gli ottomani ritrassero il loro sostegno quando la Lega, sotto l'influenza di Abdyl Bey Frashëri, si concentrò sul lavorare verso l'autonomia albanese e chiese la fusione dei quattro vilayet ottomani di Kosovo, Scutari, Monastir e Ioannina in un nuovo vilayet dell'Impero ottomano, il vilayet albanese. La lega usò la forza militare per impedire che le aree annesse di Plav e Gusinje fossero assegnate al Montenegro dal Congresso di Berlino. Dopo numerose battaglie di successo contro le truppe montenegrine come a Novsice, sotto la pressione delle grandi potenze, la Lega di Prizren fu costretta a ritirarsi dalle regioni contese di Plav e Gusinje e in seguito la lega fu sconfitta dall'esercito ottomano inviato dal Sultano. La rivolta albanese del 1912, la sconfitta ottomana nelle guerre balcaniche e l'avanzata delle forze montenegrine, serbe e greche in territori dichiarati albanesi, portarono alla proclamazione dell'indipendenza dell'Albania da parte di Ismail Qemali a sud di Valona, il 28 novembre 1912.

### Il congresso di Berlino e la questione d'Oriente
Il concetto di nazione albanese ebbe un forte impulso nel 1878.
Alla fine del XIX secolo l'Impero ottomano ormai era in rapido declino e le nuove potenze emergenti puntavano con ambizione alla conquista dei Balcani.
Dopo la guerra russo-turca e il conseguente Congresso di Berlino si fecero evidenti le mire espansionistiche russe sui Balcani a favore degli Stati amici: Serbia e Bulgaria, che già vassalli autonomi, ottennero l'indipendenza. Tuttavia questa situazione non piaceva ad altre potenze, e tra queste soprattutto all'Impero asburgico che aveva puntato molto all'espansione sui domini turchi dei Balcani, ma anche all'Impero britannico che non voleva perdere il controllo marittimo sul Mediterraneo.
È evidente che in questa situazione di crisi nell'area balcanica, i gruppi etnici cercassero di rendere evidenti i loro desideri di indipendenza in quanto a Berlino anche la Romania trovò la sua completa indipendenza mentre Grecia e Montenegro ottennero ampliamenti territoriali e la Rumelia orientale una certa autonomia.
A ogni modo l'Albania venne completamente dimenticata per cui rimasero sotto dominio turco l'Albania, l'Epiro, la Macedonia, la Rumelia e la fascia costiera dalla Macedonia fino a Costantinopoli. Infatti era nell'interesse inglese che la Russia non ottenesse uno sbocco nel Mediterraneo e che la Turchia non si indebolisse molto a vantaggio delle altre potenze nell'area balcanica.
In questo quadro storico si comprende l'importanza della Lega di Prizren che nel 1878 promosse l'idea di uno Stato nazionale albanese e stabilì il moderno alfabeto albanese.
Dopo il Congresso di Berlino la situazione nei Balcani diventò particolarmente instabile. Molti nazionalismi, tanti irredentismi, molte aspirazioni e ambizioni espansionistiche contribuivano solo a destabilizzare una situazione già precaria che diventò via via rovente.
La prima crisi si toccò nel 1908 quando l'Impero asburgico passò all'annessione della Bosnia ed Erzegovina, che già controllava. La Turchia si oppose e la Serbia passò alla mobilitazione, malcontenti si ebbero anche in Montenegro e in Italia. Si temette una guerra evitata solo dall'intervento tedesco.
Tuttavia la situazione non poteva reggere per molto e infatti condurrà a due guerre che furono solo una premessa al conflitto mondiale.

### Prima guerra balcanica e dichiarazione di indipendenza

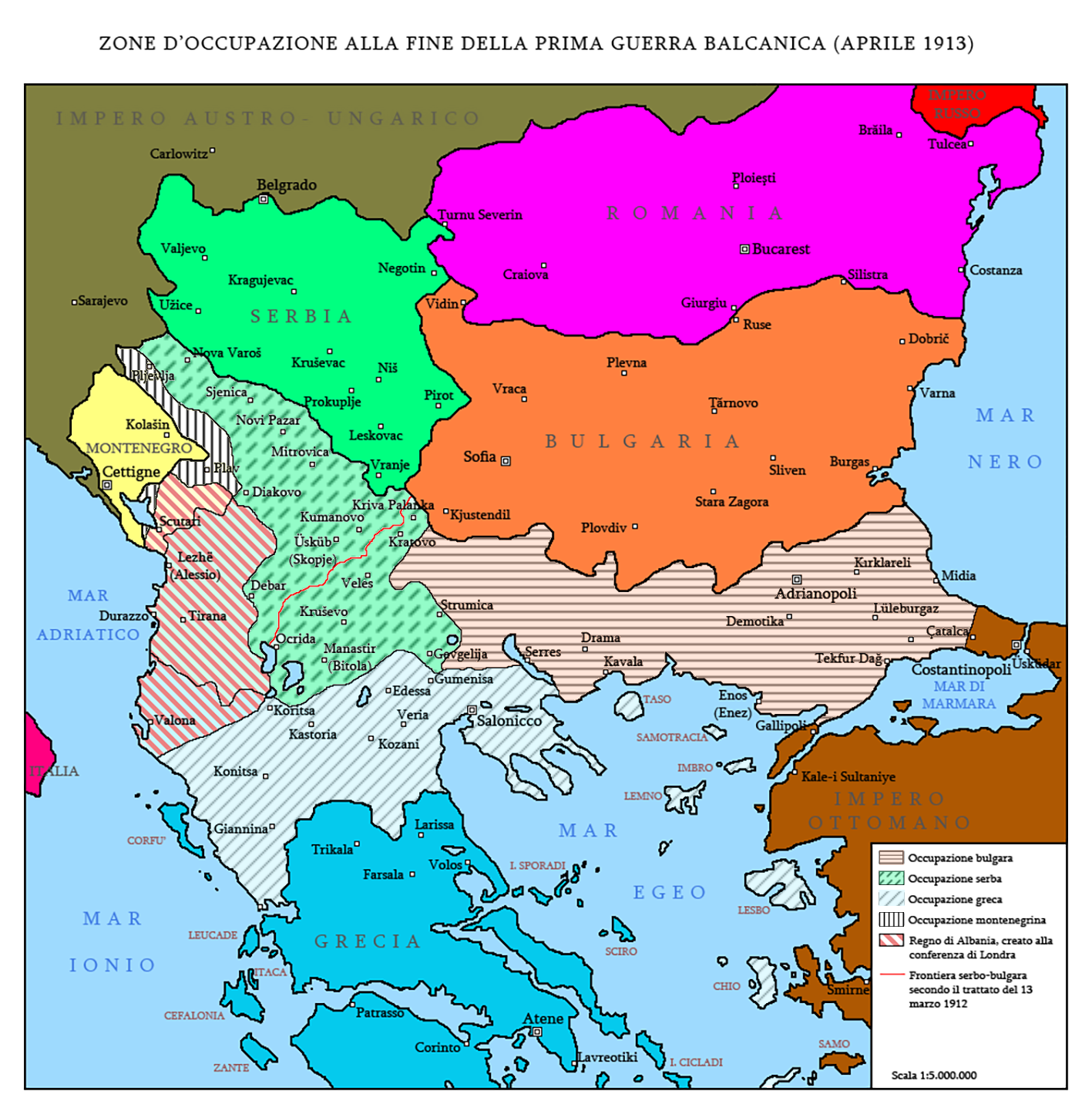
La situazione alla fine della prima guerra balcanica (8/08/1912-19/04/1913)

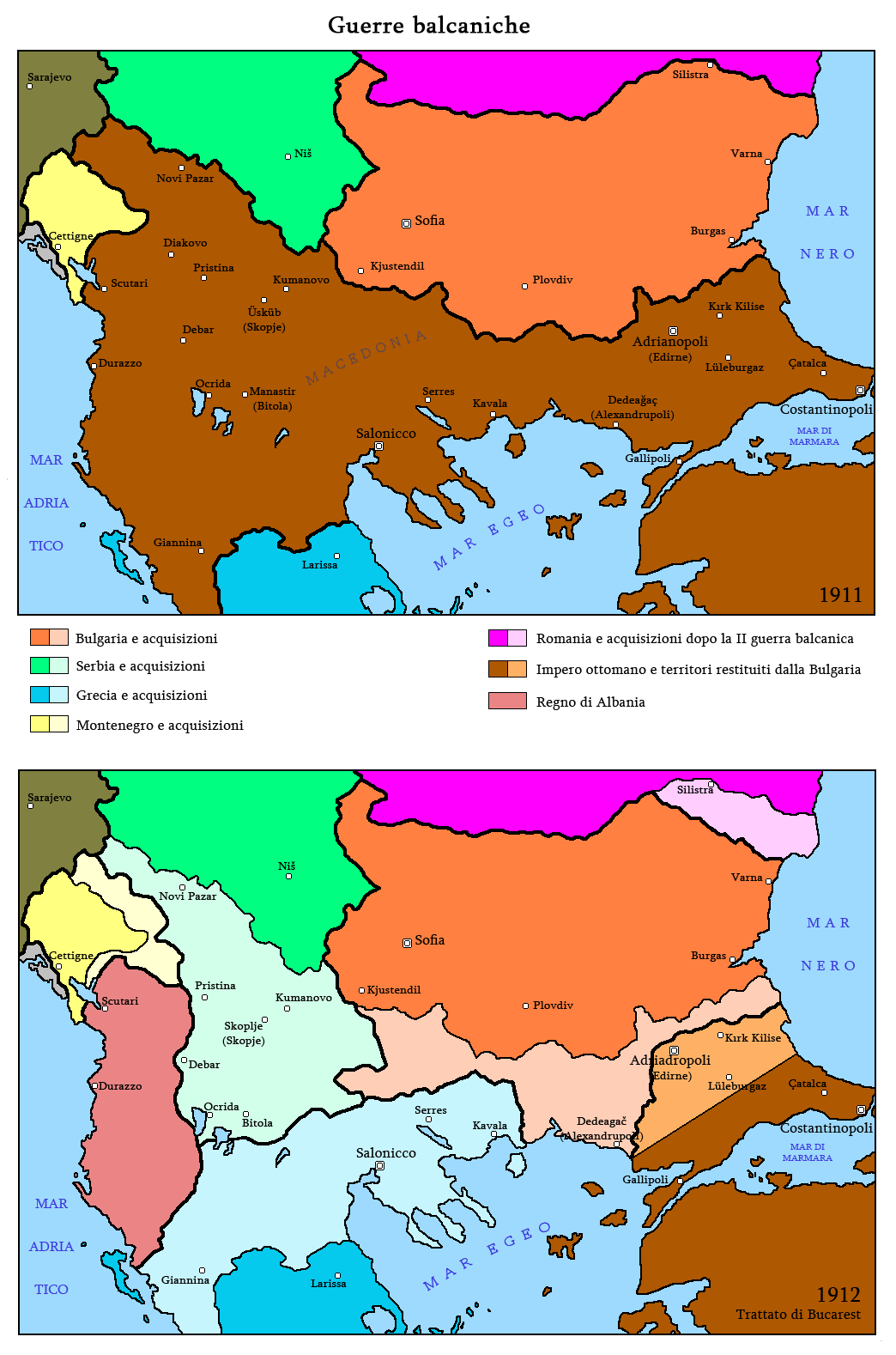
Assetto confinario prima e dopo le due guerre balcaniche (1912-1913)

Nel 1912 si ebbe un'altra crisi balcanica dovuta a un indebolimento della Turchia seguente alla guerra italo-turca. Le piccole nazioni balcaniche ne approfittarono e in Albania iniziarono le prime agitazioni capeggiate da Esad Pascià.
L'indebolimento turco portò a un avvicinamento di Serbia e Bulgaria sotto la spinta della Russia e alla creazione della prima lega balcanica a cui aderì il Montenegro e la Grecia. L'obiettivo era quello di evitare un'ulteriore espansione austriaca. La guerra scoppiò a ottobre 1912 ma già dopo due mesi i giochi erano fatti. La guerra continuò perché la Turchia non volle accettare le condizioni, ma difatti le sorti erano già decise.
La pace venne stabilita con il trattato di Londra del 1913. A Londra già si era aperta una conferenza degli ambasciatori a dicembre 1912 che faceva seguito alla dichiarazione di indipendenza dell'Albania avvenuta il 28 novembre 1912. Le conclusioni della pace portarono a un ampliamento del Montenegro, della Grecia, della Bulgaria e della Serbia e alla creazione di uno Stato indipendente albanese.
Tuttavia non fu una pace definitiva perché la Macedonia rimase contesa tra i nuovi Stati balcanici mentre la nascita dell'Albania venne sostenuta fortemente soprattutto dall'Italia e dall'Impero asburgico. Le due potenze, infatti, volevano evitare a qualsiasi costo che la Serbia ottenesse uno sbocco sull'Adriatico ma miravano anche a controllare l'Albania.
Si comprende quindi perché la stessa Italia e l'Austria-Ungheria si fossero imposti a favore dell'Albania per togliere il possesso di Scutari alla Serbia e di correggere il confine con la Grecia per farlo correre pochi chilometri a sud di Valona sostenendo che, anche se la popolazione giovane parlava greco, difatti si trattava di distretti storicamente albanesi.
Il confine greco-albanese rimase comunque una questione aperta fino al Protocollo di Firenze (17 dicembre 1913) che difatti non fu accettato dalla popolazione greca locale che, dopo una rivolta, dichiarò la Repubblica Autonoma dell'Epiro del Nord che venne accettata a livello internazionale come una regione autonoma all'interno dello stato albanese con il Protocollo di Corfù.

### Principato di Albania (1914-1924)
Il 29 luglio del 1913 la conferenza degli ambasciatori delle sei potenze decise che l'Albania sarebbe stata un principato ereditario governato da un principe tedesco, sotto un protettorato esercitato per una durata di dieci anni (rinnovabili) da una commissione composta dai rappresentanti delle sei potenze e da un rappresentante dell'Albania.
Non fu facile trovare un sovrano per il nascente Stato albanese: vennero scartate le proposte di dare il trono al principe Ghica o al marchese d'Auletta Giovanni V Castriota Scanderbeg.
Su istanza della regina di Romania Elisabetta di Wied, il ministro rumeno Take Ionescu propose come candidato suo nipote, il principe Guglielmo di Wied, che le grandi potenze scelsero come primo principe d'Albania. Il fatto che fosse di religione protestante lo fece ritenere adatto a mediare tra le diverse componenti della popolazione (musulmani, cattolici e ortodossi). Guglielmo di Wied, inizialmente riluttante, il 7 febbraio del 1914 accettò il trono che gli veniva offerto e il 21 febbraio gli venne fatta la formale richiesta da una delegazione di notabili albanesi, accettata la quale divenne "principe di Albania". In lingua albanese il suo titolo fu tuttavia quello di "re" (mbret).

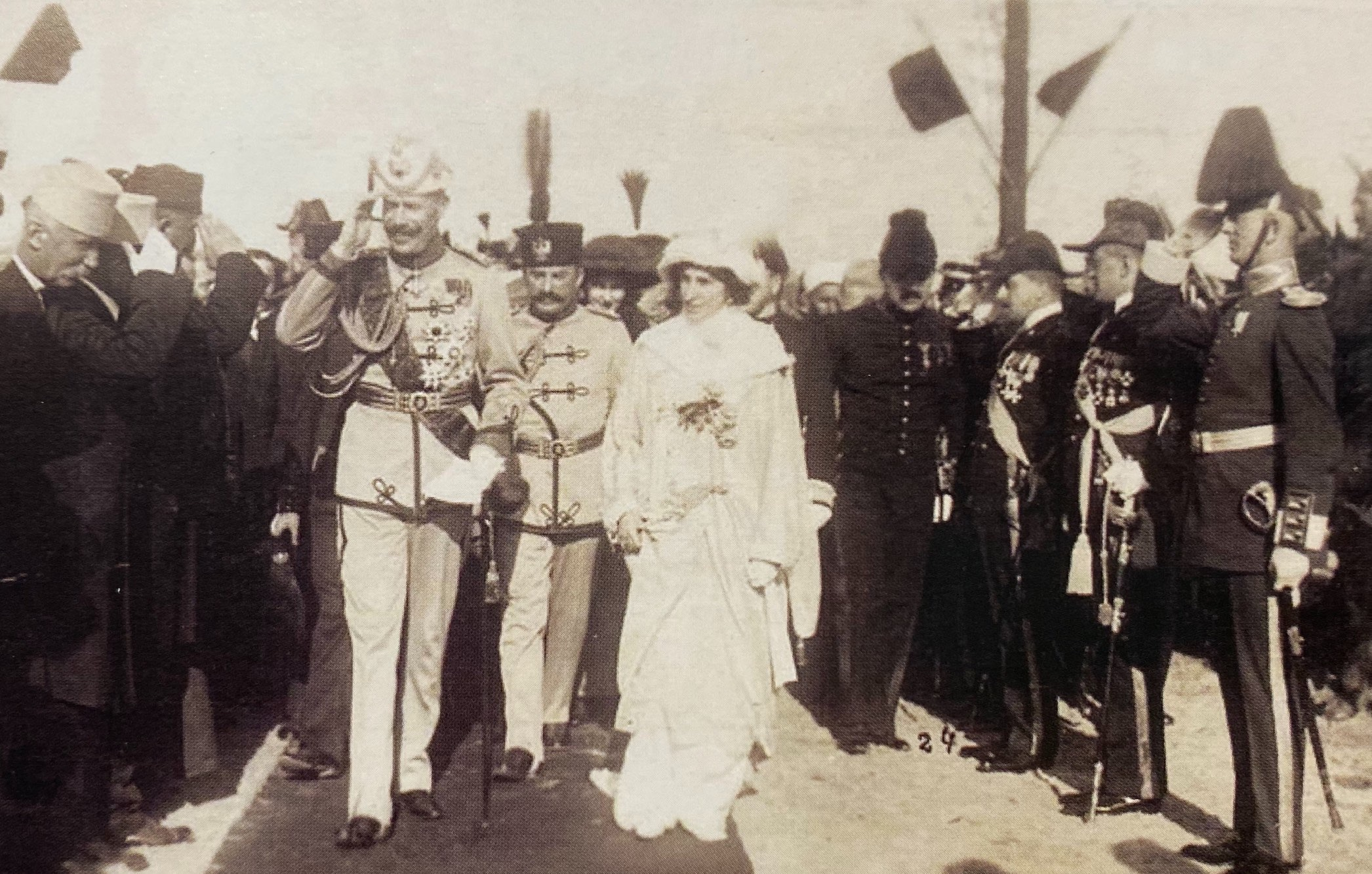
Arrivo a Durazzo del principe Guglielmo d'Albania e della moglie, la principessa Sofia, 7 marzo 1914

Il 7 marzo 1914 il nuovo principe di Albania sbarcò a Durazzo, capitale provvisoria dello Stato. Il 10 aprile la commissione internazionale approvò lo "statuto organico dell'Albania", in 216 articoli. Il principato venne organizzato sul modello delle monarchie costituzionali europee e il principe fu affiancato da un'"Assemblea nazionale" alla quale competeva il potere legislativo, i cui membri erano in parte eletti, in parte di nomina sovrana e in parte composta dai rappresentanti delle tre confessioni religiose principali. Il governo era costituito da un consiglio dei ministri e da un primo ministro di nomina sovrana.
In lingua albanese, Guglielmo fu chiamato col titolo di mbret (Re), poiché il titolo di principe (princ, pring o prenk secondo diversi dialetti albanesi) era già detenuto da molti nobili locali. Inoltre, si riteneva che il sovrano d'Albania non dovesse avere un titolo inferiore a quello dei sovrani del Montenegro.
Il principe nominò primo ministro Thuran Pashë Përmeti (1839-1927) e ministro della guerra e dell'interno Esad Pashë Toptani (1863-1920), a capo delle forze militari musulmane nel paese.
Nel sud del paese il 28 febbraio l'ex ministro degli esteri della Grecia Georgios Christakis-Zografos, che guidava forze composte da militari regolari greci con l'aggiunta di volontari provenienti da Creta, aveva proclamato ad Argirocastro la Repubblica autonoma dell'Epiro settentrionale (in greco Αυτόνομος Δημοκρατία της Βορείου Ηπείρου, Aftónomos Dimokratía tis Voreíou Ipeírou). Toptani a capo della gendarmeria albanese fu inviato a domare la rivolta e a costringere l'esercito greco a sgomberare il paese, ma venne accusato di preparare un colpo di Stato contro Guglielmo di Weid: fu arrestato il 19 maggio e costretto all'esilio e l'episodio scatenò le proteste dei seguaci di Toptani e scontri sanguinosi tra questi e la gendarmeria albanese a Shijak e in tutta l'Albania centrale.
Il 28 giugno venne assassinato a Sarajevo l'arciduca d'Austria Francesco Ferdinando d'Asburgo-Este e il 28 luglio l'Austria Ungheria dichiarò guerra alla Serbia, dando origine alla prima guerra mondiale: le sei potenze che avevano il protettorato sull'Albania erano in guerra l'una contro l'altra (da una parte Austria Ungheria e Germania e dall'altro Francia, Regno Unito e Russia, mentre l'Italia si proclamò inizialmente neutrale il 2 agosto) e il principe, non potendo più contare più sul loro appoggio, che costituiva la base del suo potere, il 3 settembre del 1914 lasciò Durazzo sulla nave italiana "Misurata" e si trasferì a Venezia. Nel 1914 il governo di Tirana entrò in competizione con l'autoproclamata Repubblica Autonoma dell'Epiro del Nord.
In seguito Guglielmo di Wied rientrò nell'esercito tedesco con lo pseudonimo di "conte di Krujë", dalla città albanese di Croia. Dopo la fine della guerra sperò di essere reintegrato sul trono, ma nella conferenza di pace di Parigi le sue ambizioni furono frustrate e, nel gennaio 1920, fu decisa la spartizione del paese.

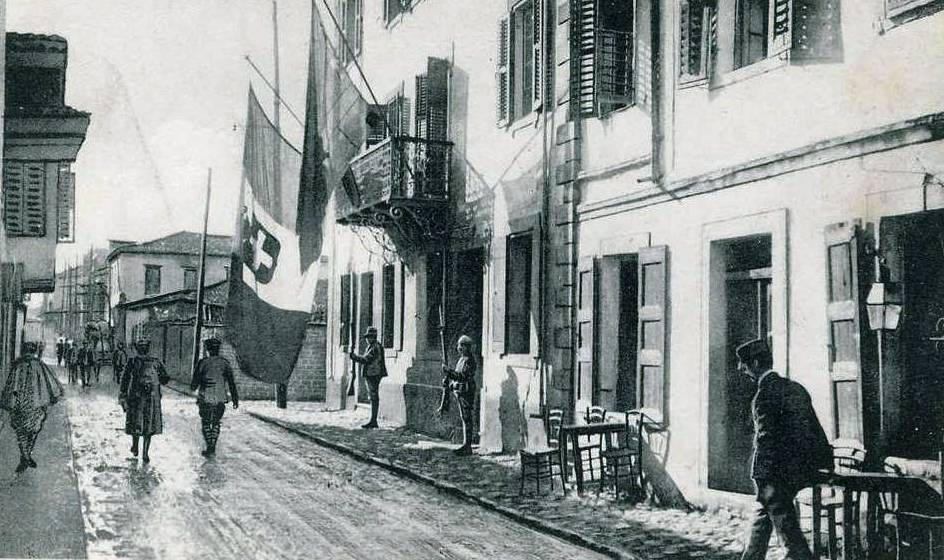
Cartolina da Valona con soldati italiani durante la prima guerra mondiale

In Albania si rigettò la spartizione e si stabilì un consiglio di reggenza di quattro membri e fu eletto un parlamento bicamerale, spostando la capitale a Tirana. Il presidente Woodrow Wilson degli Stati Uniti, che non erano stati presenti alla risoluzione di gennaio, riconobbe l'Albania, che in dicembre fu ammessa alla Società delle Nazioni. Diversi governi albanesi in conflitto fra loro si succedettero finché Ahmet Zogu non convocò il parlamento per approvare una nuova costituzione, proclamando l'Albania una repubblica e mettendo ufficialmente fine al principato di Guglielmo di Wied, il quale tuttavia continuò a reclamare il trono per sé e per i propri discendenti.
Il 27 agosto 1923, sul confine tra Grecia e Albania, una delegazione italiana guidata dal generale Enrico Tellini, incaricato dalla Società delle Nazioni di tracciare i confini, fu trucidata immotivatamente (eccidio di Giannina).

### Repubblica albanese (1924-1928)

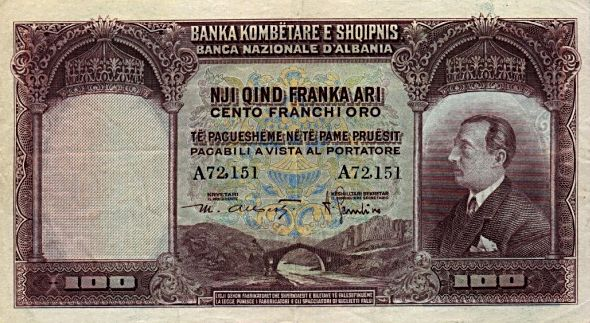
Ahmed Bey Zogu raffigurato su una banconota del 1926

La prima monarchia albanese ebbe fine nel 1924, quando un restaurato governo centrale dichiarò la nascita della repubblica, avente a capo il presidente Ahmed Bey Zogu.
Zog fu eletto ufficialmente alla carica di Presidente della neonata repubblica albanese dall'Assemblea Costituente il 21 gennaio 1925, entrando nella pienezza dei poteri il successivo 1º febbraio. Il governo di Zog seguì i modelli europei, sebbene una gran parte dell'Albania manteneva ancora una struttura sociale immutata dai tempi del dominio ottomano e la maggior parte dei villaggi erano servitù dei bey. Musulmano egli stesso, Zog introdusse riforme che proibirono i veli e posero divieti contro le crudeltà verso gli animali. Il principale alleato di Zog durante questo periodo era l'Italia, che prestò al suo governo fondi in cambio di un maggior coinvolgimento nella gestione della fiscalità albanese. Durante la presidenza di Zog, la servitù fu gradualmente eliminata e l'Albania iniziò a emergere come una nazione, piuttosto che come un aggregato feudale di bey locali, per la prima volta dalla morte di Scanderbeg.
Il crescente potere dell'Italia fascista in Albania era evidente a tutti. Gli italiani costrinsero Zog a non rinnovare il primo Trattato di Tirana (1926), sebbene Zog mantenesse ancora ufficiali inglesi nella Gendarmeria come contrappeso agli italiani, i quali gli avevano fatto pressioni per allontanarli. Nel 1932 e 1933 l'Albania non fu in grado di pagare gli interessi dei suoi debiti contratti con la Società per lo Sviluppo Economico dell'Albania: gli italiani usarono ciò come pretesto per ulteriori intromissioni. Essi chiesero che Tirana nominasse degli italiani a capo della Gendarmeria, si legasse all'Italia con una unione doganale e conferisse al Regno d'Italia il controllo dei monopoli albanesi dello zucchero, dei telegrafi e dell'elettricità. Infine, fu richiesto che il governo albanese disponesse l'insegnamento della lingua italiana in tutte le scuole albanesi, una richiesta che fu prontamente rigettata da Zog. Come sfida alle richieste italiane, ordinò che le spese nazionali fossero tagliate del 30%, allontanò tutti i consiglieri militari italiani e nazionalizzò le scuole cattoliche, gestite da italiani, nel Nord del paese, per diminuire l'influenza italiana sulla popolazione albanese.

### Regno d'Albania (1928-1939)

Bandiera del Regno d'Albania

Quattro anni dopo, il 1º settembre 1928, il presidente Ahmed Bey Zogu si autoproclamò Re degli Albanesi (Mbreti i Shqiptarëve) col nome di Zog I e cercò di instaurare una monarchia costituzionale. Secondo la costituzione reale, il sovrano albanese, così come il Re del Belgio, doveva giurare fedeltà di fronte al parlamento prima di assumere il potere e la dignità regia. Il testo del giuramento recitava così:
Io, (nome), Re degli Albanesi, nell'ascendere al Trono del Regno d'Albania e nell'assumere i poteri Regi, giuro alla presenza di Dio Onnipotente che manterrò l'unità della Nazione, l'indipendenza dello Stato e la sua integrità territoriale e preserverò e mi conformerò alla costituzione e alle leggi in vigore, tenendo sempre in mente il bene del popolo. Che Dio mi aiuti!
Zog si proclamò Re degli Albanesi (Mbret i Shqiptarëve in lingua albanese) il 1º settembre 1928 e istituì una monarchia costituzionale, il Regno albanese, simile a quella allora presente in Italia. Egli creò una forte polizia, inventò un "saluto zoghista" (mano piatta sul cuore con il palmo rivolto in avanti) e sostenne di essere un successore di Giorgio Castriota Scanderbeg. Zog ammassò monete d'oro e pietre preziose che furono usate per sostenere la prima moneta cartacea d'Albania; le sue spese personali si aggiravano sul 2% del bilancio nazionale. Era praticamente ignorato dagli altri monarchi europei.
Durante il suo regno fu Ministro delle Finanze Lame Kareco.
Zog tentò di consolidare la legittimazione del regime governando come un monarca costituzionale. La sua costituzione del regno proibì che qualsiasi principe della casa reale diventasse primo ministro o membro del governo e conteneva disposizioni riguardo alla potenziale estinzione della famiglia reale. La costituzione proibiva anche l'unione del trono di Albania con quello di un altro paese.
Durante il regno di Zog, l'esercito albanese rappresentò uno dei problemi maggiori a causa dei costi del suo ammodernamento.
Il regime di Zog portò stabilità in Albania e il re istituì un sistema di istruzione nazionale. La dipendenza fiscale dell'Albania dall'Italia continuò a crescere in un periodo in cui il dittatore italiano Mussolini stava estendendo la sua sfera di influenza nei Balcani ed esercitava un controllo crescente sulle finanze e sull'esercito albanesi. Durante la Grande depressione dei primi anni trenta, il governo di Zog divenne quasi totalmente dipendente da Mussolini. Si dovette importare il grano dall'estero e molti albanesi emigrarono.
Gli albanesi, al tempo del suo regno, erano ancora fedeli alle vendette sanguinose. Il primo degli errori di Zog fu di rompere bruscamente il fidanzamento con la figlia di Shefqet Verlaci subito dopo la sua incoronazione. Secondo il costume prevalente, Verlaci aveva, come risposta, il diritto di uccidere Zog. Il re si fece più di qualche nemico e spesso si circondava di guardie del corpo, evitando le apparizioni pubbliche. Nel 1931 Zog visitò Vienna e lì sopravvisse a un tentativo di assassinio.

### Occupazione italiana e tedesca (1939-1943)

Bandiera dell'occupazione italiana dell'Albania

Il regno di Zog fu ben presto molto legato all'Italia. Ma il 7 aprile 1939 l'Italia occupò militarmente l'Albania e costrinse Zog alla fuga. Cinque giorni dopo, il parlamento albanese proclamò nuovo re Vittorio Emanuele III d'Italia, che assunse il titolo di Re d'Albania. Il titolo fu mantenuto formalmente fino alla sua abdicazione nel 1943, quando Zog I, pur non facendo mai più ritorno in Albania, fu restaurato come re.
L'Albania sotto la Germania nazista era un paese indipendente de jure nel Sud-est Europa. Ufficialmente il suo nome era "Regno d'Albania" (albanese: Mbretnija Shqiptare), tra il 1943 e il 1944.
In assenza del re era stato costituito il Consiglio superiore della reggenza per il trasporto di personale di Stato, mentre il governo è stato guidato principalmente da albanesi conservatori politici del Balli Kombetare.
Tra la seconda guerra mondiale e il dopoguerra, alcuni albanesi tentarono di favorire il ritorno di re Zog, ma senza successo. Inoltre, né Zog né Vittorio Emanuele videro mai riconosciuto il titolo reale albanese dalla comunità internazionale. Il figlio di Zog, il principe ereditario Leka, è morto nel 2011.
Ai cittadini italiani presenti in Albania nel 1945 fu preclusa la possibilità di rientrare in Italia. La soluzione dell'intricata questione internazionale avvenne solo dopo oltre 40 anni.

### Repubblica Socialista d'Albania (1946-1991)

#### Il regime di Enver Hoxha

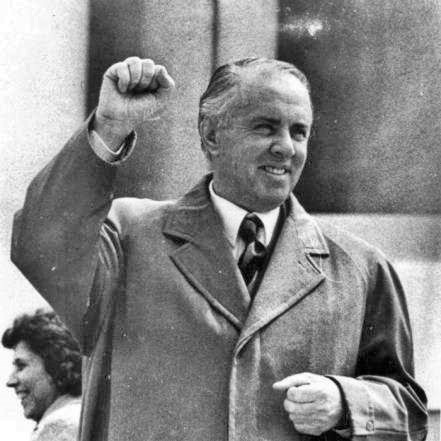
Enver Hoxha (1971)

Sotto la guida di Enver Hoxha, il Partito Comunista Albanese prese il potere il 29 novembre del 1944, nonostante i continui attacchi subiti dalle componenti nazionaliste (Balli Kombëtar), già vicine alle forze d'occupazione.
Hoxha si dichiarava un marxista-leninista ortodosso, grande ammiratore di Stalin. Prese come modello l'Unione Sovietica e irrigidì le relazioni con i suoi vecchi alleati, i comunisti jugoslavi, in seguito alla condanna della loro ideologia, decisa a Mosca nel 1948. Il suo ministro della difesa, Koçi Xoxe (/ˈkɔʧi ˈʣɔʣɛ/), fu condannato a morte e giustiziato un anno dopo per attività pro-jugoslave.
Fino a quando la Jugoslavia non venne espulsa dal Cominform nel 1948, l'Albania agì come un satellite della federazione di Tito, che la rappresentava alle riunioni del Cominform.
Nella possibilità di un'invasione occidentale o jugoslava, dal 1950 Hoxha fece costruire in tutto il paese migliaia di bunker in cemento per una persona, per essere usati come posti di guardia e ricoveri di armi; il loro numero potrebbe essere superiore ai 500 000.
La loro costruzione accelera quando nel 1968 esce ufficialmente dal Patto di Varsavia, aumentando il rischio di un attacco straniero.
Hoxha rimase un convinto stalinista nonostante la relazione del ventesimo congresso del Partito Comunista dell'Unione Sovietica, e questo significò l'isolamento dell'Albania dal resto dell'Europa orientale comunista. Hoxha era deciso a seguire la politica stalinista, accusando i revisionisti russi di aver cambiato il loro sistema economico. Nel 1960 Hoxha avvicinò l'Albania alla Repubblica Popolare Cinese in seguito alla crisi sino-sovietica, compromettendo le relazioni con Mosca negli anni seguenti. Nel 1968 l'Albania si ritirò dal Patto di Varsavia come reazione all'invasione sovietica della Cecoslovacchia.

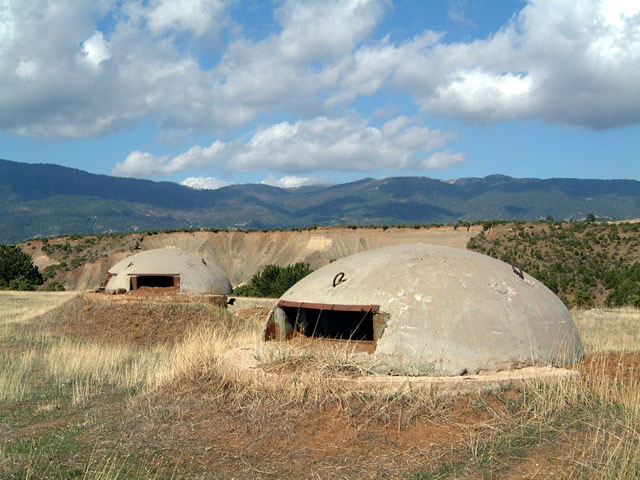
Bunker in Albania

Nel 1967, dopo due decenni di ateizzazione sempre più forte, Hoxha dichiarò trionfalmente che la nazione era il primo paese dove l'ateismo di Stato era scritto nella Costituzione. In quella del 1976 l'articolo 37 recitava: "Lo Stato non riconosce alcuna religione e sostiene la propaganda atea per inculcare alle persone la visione scientifico-materialista del mondo", mentre il 55 proibiva la creazione "di ogni tipo di organizzazione di carattere fascista, anti-democratico, religioso o anti-socialista" e vietava "l'attività o propaganda fascista, anti-democratica, religiosa, guerrafondaia o anti-socialista, come pure l'incitazione all'odio nazionale o etnico". L'articolo 55 del codice penale del 1977 stabiliva la reclusione da 3 a 10 anni per propaganda religiosa e produzione, distribuzione o immagazzinamento di scritti religiosi. Parzialmente ispirato dalla Rivoluzione Culturale in Cina, egli procedette alla confisca di moschee, chiese, monasteri e sinagoghe. Molti di questi furono trasformati in musei o uffici pubblici, altri in officine meccaniche, magazzini, stalle o cinema. Ai genitori fu proibito dare nomi religiosi ai figli. I villaggi con nomi di santi furono rinominati con nomi non religiosi.
Secondo un rapporto di Amnesty International pubblicato nel 1984, lo stato dei diritti umani in Albania era cupo sotto Hoxha. A causa dell'isolamento e del deperimento dei rapporti con il blocco sovietico, alcuni diritti civili come la libertà di parola, di religione, di stampa e di associazione, sebbene la costituzione del 1976 li enunciasse, vennero sensibilmente compressi con una legge del 1977, per garantire stabilità e ordine.
La morte di Mao nel 1976, e la sconfitta della Banda dei quattro nella successiva lotta intestina al Partito Comunista Cinese nel 1977 e 1978 portò alla rottura tra Cina e Albania, che si ritirò in un isolamento politico, mentre Hoxha si ergeva a baluardo anti-revisionista criticando sia Mosca sia Pechino.
Nel 1981 Hoxha ordinò l'arresto e l'esecuzione capitale di diversi dirigenti di partito e di governo accusati di corruzione e di attività controrivoluzionaria. Probabilmente per questo motivo il Primo ministro Mehmet Shehu, la seconda figura politica del regime, si suicidò nel dicembre 1981.
La repressione politica di Hoxha in Albania provocò migliaia di vittime. R. J. Rummel aveva ipotizzato 100 000 uccisioni (1945-87). Il Washington Times il 15 febbraio 1994 ha stimato da 5 000 a 25 000 esecuzioni politiche. Il WHPS ha parlato di 5 235 oppositori del regime giustiziati dal 1948 al 1952. L'ultima cifra, che appare come la più verosimile, è quella fornita l'8 agosto 1997 dal New York Times, che ha parlato di 5 000 esecuzioni politiche. Invece la prima cifra, quella di Rummel, sembra ormai data come esagerata.

#### Il regime di Ramiz Alia
Dopo la morte di Enver Hoxha (1985), Ramiz Alia assunse anche la carica di segretario del Partito del Lavoro d'Albania. Il regime di Alia comportò una certa distensione sia interna sia in politica estera, mentre il potere del partito comunista si indeboliva.
Alia si impegnò nelle pubbliche sedi a mantenere i principi del suo predecessore, ma prendendo il potere diede inizio a una tendenza parzialmente riformista incentrata su un decentramento economico e su incentivi materiali per i lavoratori albanesi. Tuttavia i problemi di sistema che Hoxha aveva lasciato in eredità con la propria politica erano di una natura e dimensione tale da rendere necessaria un'attenzione drastica e immediata, e il tentativo di Alia negli anni 1985-1989 volto a revisionare il sistema fu insufficiente a scongiurare il disastro.
Rieletto alla guida dello Stato dopo le elezioni presidenziali del 1987, avviò una timida apertura politica e nel 1990, contemporaneamente alla caduta dei regimi comunisti dell'Europa orientale, introdusse il multipartitismo. Eletto nel 1991 alla presidenza della repubblica, si dimise il 3 aprile 1992 dopo la vittoria elettorale del Partito Democratico d'Albania di Sali Berisha. In seguito fu arrestato con l'accusa di corruzione e rilasciato dal carcere nel luglio 1995.

### La caduta del comunismo e le elezioni parlamentari
Hoxha lasciò il potere nel 1983, e venne succeduto da Ramiz Alia. Il governo comunista venne succeduto dal governo di Sali Berisha del Partito Democratico d'Albania nel 1992, confermato alle elezioni del 1996.
Nel 1996, il collasso delle piramidi finanziarie portò a proteste popolari di massa che fecero precipitare il paese nel caos durante i primi mesi del 1997, causando circa 2 000 morti (Anarchia albanese del 1997); una forte ondata d'emigrazione si riversò sull'Italia. L'ONU intervenne con l'Operazione Alba. Il 24 luglio 1997 Berisha diede le dimissioni dal suo secondo mandato ricevuto dal parlamento, nel momento in cui nel paese era stato proclamato lo stato d'emergenza. Le gravi responsabilità di Berisha per i fatti del 1997, mentre era in carica come Presidente della Repubblica non sono mai state chiarite. Nel settembre 1998 Sali Berisha prese parte a Tirana nel tentato colpo di Stato contro il governo di Fatos Nano dopo l'uccisione del deputato democratico Azem Hajdari. Nel 1999 l'Albania servì da appoggio alle missioni internazionali di supporto ai profughi del Kosovo (missione Arcobaleno). Le elezioni parlamentari del 2001 sono state vinte dal Partito Socialista d'Albania del premier Ilir Meta.
I risultati delle elezioni parlamentari del 2005 hanno evidenziato una netta vittoria dell'opposizione di centro-destra, costituita dal Partito Democratico d'Albania (PD) e i suoi alleati, tra cui il principale è il Partito Repubblicano (PR), anche se in molte circoscrizioni uninominali la lotta con il Partito Socialista d'Albania (PSSh), al governo, è stata serrata.
Oltre ai due maggiori partiti, l'unico altro partito a ottenere un seggio con il sistema uninominale è stato quello dell'ex primo ministro Ilir Meta, il Movimento Socialista per l'Integrazione (LSI), nato da una scissione del PSSh, che però ha fallito nel proporsi come terza forza, non essendo determinanti per la formazione del governo. Nel voto proporzionale i piccoli partiti hanno ottenuto un maggior numero di preferenze.
Il capo del Partito Democratico d'Albania, Sali Berisha è stato nominato primo ministro e ha formato la coalizione di governo.
Nel 2009 l'Albania è entrata nella NATO e ha posto domanda di adesione all'Unione europea. L'UE ha riconosciuto lo status di paese candidato il 27 giugno 2014.
La crisi politica tra il governo di Sali Berisha (PD) e Ilir Meta (LSI), e l'opposizione di Edi Rama (PS), che non riconosce il risultato delle elezioni parlamentari del 2009, è sfociata in violenti scontri nel gennaio 2011; quattro manifestanti sono rimasti uccisi.
 Lo stallo istituzionale impediva al paese di progredire nella direzione dell'integrazione europea.
Nel 2009 è iniziato il precesso di adesione dell'Albania all'Unione europea, nel giugno del 2012 il Parlamento elesse come nuovo presidente della Repubblica B. Nishani, esponente del Partito democratico mentre alle elezioni politiche tenutesi nel giugno 2013 l'alleanza di centro-destra venne sconfitta da una coalizione di centro-sinistra (53% delle preferenze) e il suo leader E. Rama assumeva la carica di primo ministro che tuttora detiene. Nel giugno 2014 l'Albania ha ottenuto lo status di paese candidato all'adesione all'UE.